# COVID-19-Pandemie im Main-Tauber-Kreis

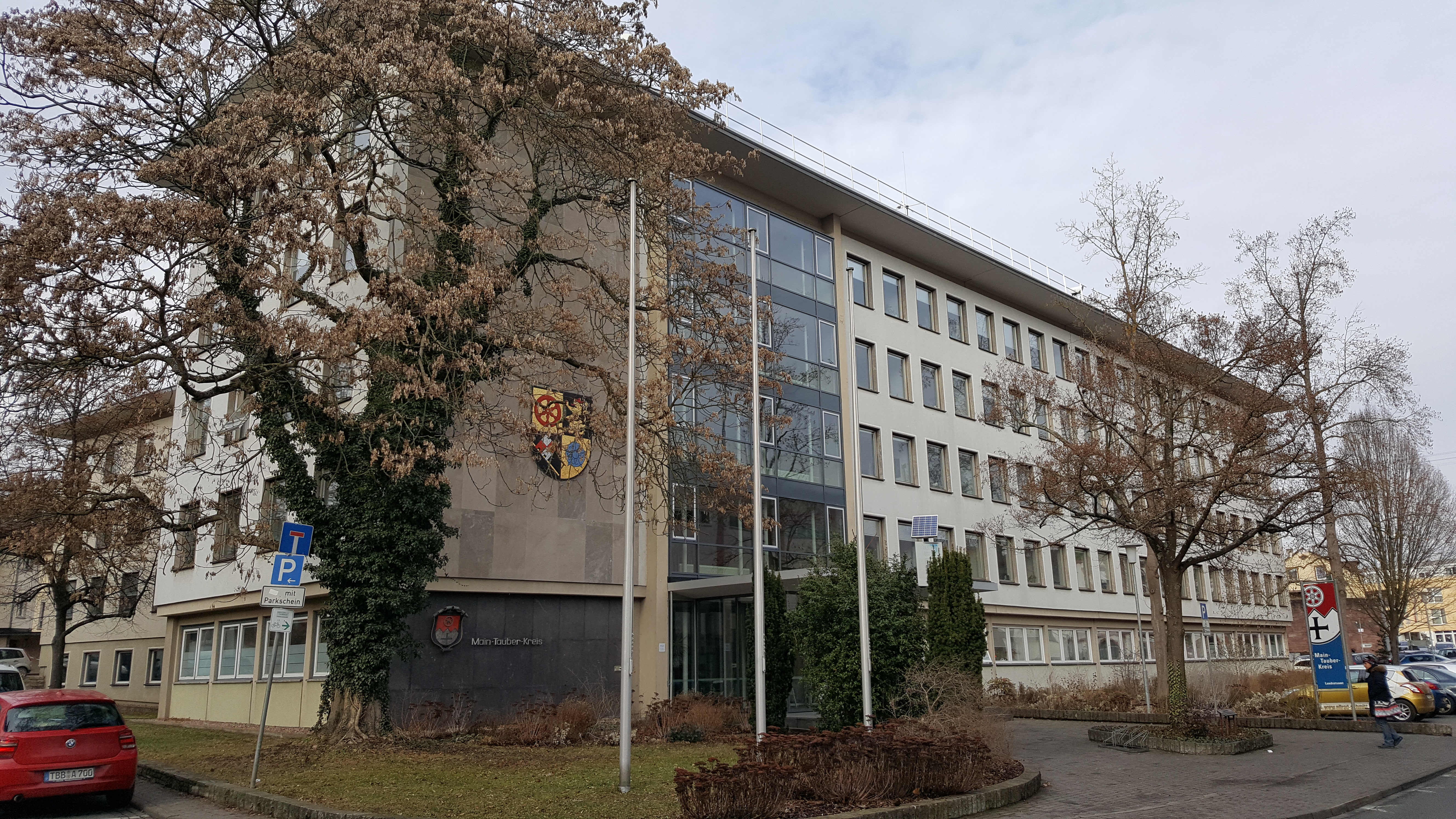
Das Landratsamt des Main-Tauber-Kreises wurde ab dem 18. März 2020 für die Öffentlichkeit geschlossen um die Kräfte der Mitarbeiter auf die Bewältigung der Corona-Krise im Kreis zu konzentrieren

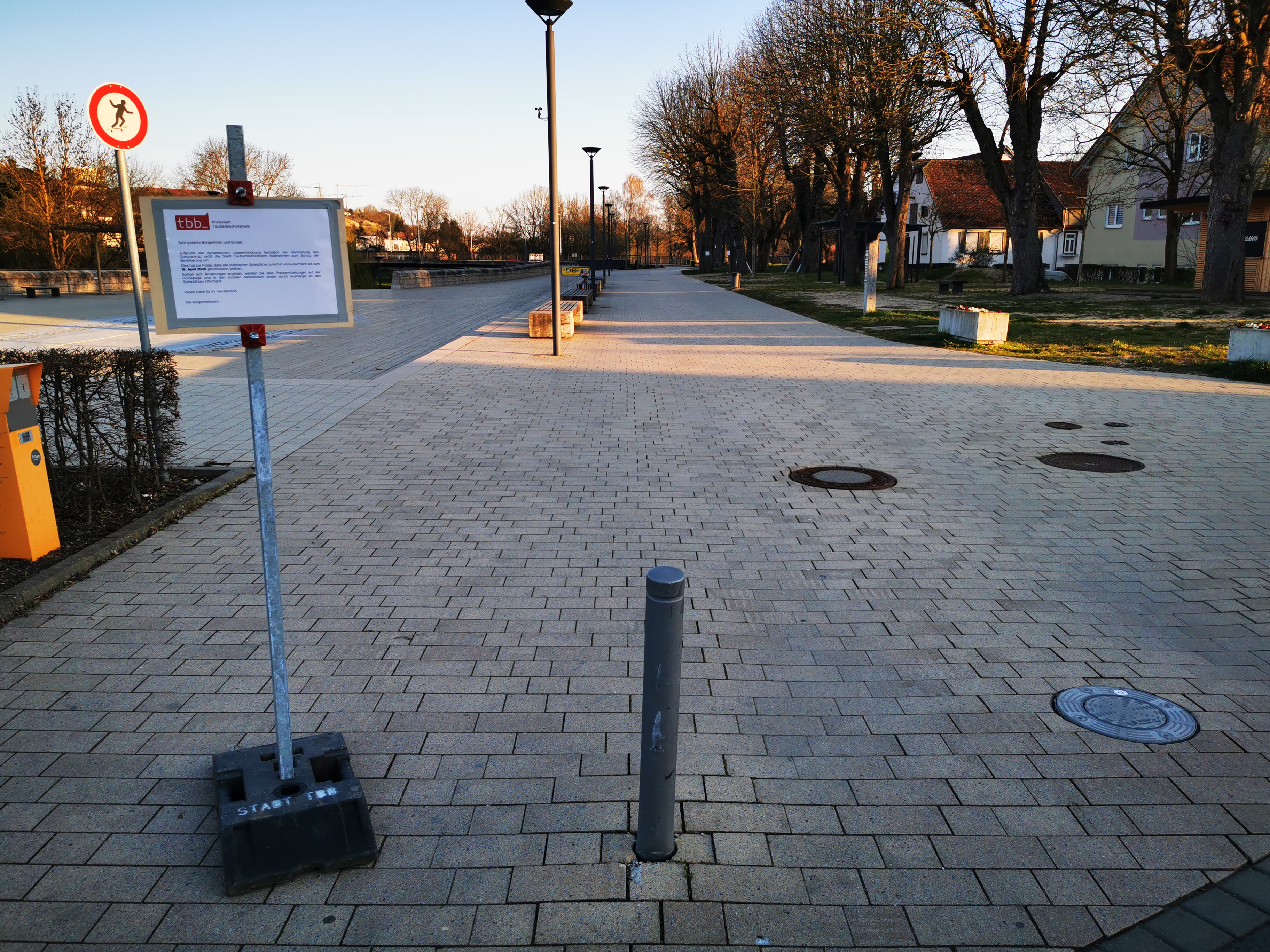
Ende März 2020 durch Empfehlungen zur Kontaktvermeidung leer gefegte öffentliche Plätze, hier die Tauberterrassen am Wörtplatz in der Kreisstadt Tauberbischofsheim

Die COVID-19-Pandemie im Main-Tauber-Kreis führte zu erheblichen Veränderungen im gesellschaftlichen Leben. Die COVID-19-Pandemie erreichte den Main-Tauber-Kreis, Baden-Württemberg, am 4. März 2020.
Nachdem am 7. März 2020 insgesamt 21 Neuinfektionen im Kreis bekanntgegeben wurden, allesamt Rückkehrer einer Reisegruppe aus Südtirol, mussten bereits ab dem 9. März 2020 drei Schulen (über eine Woche vor den allgemeinen Schulschließungen im Bundesland) und der bekannte Bundesstützpunkt Fechten in Tauberbischofsheim zeitweise geschlossen werden. Der Main-Tauber-Kreis galt in der Anfangszeit für ein paar Wochen als Corona-Hotspot, bis durch verschiedene Maßnahmen eine Eindämmung des Virus gelang.
Von Ende März bis Anfang April 2020 mussten zwei Kliniken und sechs Pflegeheime im Landkreis unter vollständige Quarantäne gestellt werden. In der Median Klinik Hohenlohe in Bad Mergentheim infizierten sich Ende März über 100 Patienten und Mitarbeiter. Die infizierten Patienten verblieben zunächst bis auf weiteres isoliert in der Klinik. Anfang April musste mit der Fachklinik Schwaben bereits eine zweite Klinik in Bad Mergentheim mit etwa 70 Patienten unter Quarantäne gestellt werden.
Reiserückkehrer einer Familienfeier im benachbarten Ausland (Niederlande) lösten ab Mitte Juli 2020 eine zweite Infektionswelle im Main-Tauber-Kreis aus, die dazu führte, dass der Kreis anhand der 7-Tage-Inzidenz der gemeldeten Neuinfektionen (je 100.000 Einwohner) am 21. Juli 2020 zu den zehn am stärksten betroffenen Kreisen und kreisfreien Städten in Deutschland auf Basis der RKI-Daten gehörte.
Anfang Oktober 2020 entwickelte sich ein Infektions-Cluster rund um die Kurstadt Bad Mergentheim, das umfangreiche Massentestungen und die vorübergehende Schließung oder Quarantäne-Anordnung für etwa zwei Dutzend Einrichtungen und Gruppen (darunter ein Internat, ganze Schulen, mehrere Schulklassen und Seniorenzentren der Umgebung) zur Folge hatte. Nachdem am 21. Oktober 2020 mit 50 Neuinfektionen im Main-Tauber-Kreis ein neuer Rekord seit Beginn der Pandemie vermeldet wurde und das Landratsamt um Hilfe bat, begann die Bundeswehr das Gesundheitsamt des Main-Tauber-Kreises bei der Nachvollziehung der Infektionsketten zu unterstützen, das sich zunehmend als Herkulesaufgabe erwies.
Während der vierten Infektionswelle wurden in der Zeit vom 14. bis 20. März 2022 insgesamt 3325 neue Fälle einer Coronavirus-Infektion bestätigt. Damit wurde erstmals seit Beginn der COVID-19-Pandemie die Marke von 3000 Fällen innerhalb einer Woche im Main-Tauber-Kreis überschritten.

## Hintergrund
Die COVID-19-Pandemie nahm im Dezember 2019 in der Volksrepublik China ihren Ausgang und betrifft das Ausbruchsgeschehen der neuartige Erkrankung COVID-19. Diese wird durch das Virus SARS-CoV-2 aus der Gruppe der Coronaviridae verursacht und gehört zu den Atemwegserkrankungen. Ende Januar 2020 traten in Bayern beim Unternehmen Webasto die ersten Fälle der COVID-19-Pandemie in Deutschland auf. Ab dem 11. März 2020 stufte die Weltgesundheitsorganisation (WHO) das Ausbruchsgeschehen des neuartigen Coronavirus als weltweite Pandemie ein.

## Verlauf

### Februar 2020

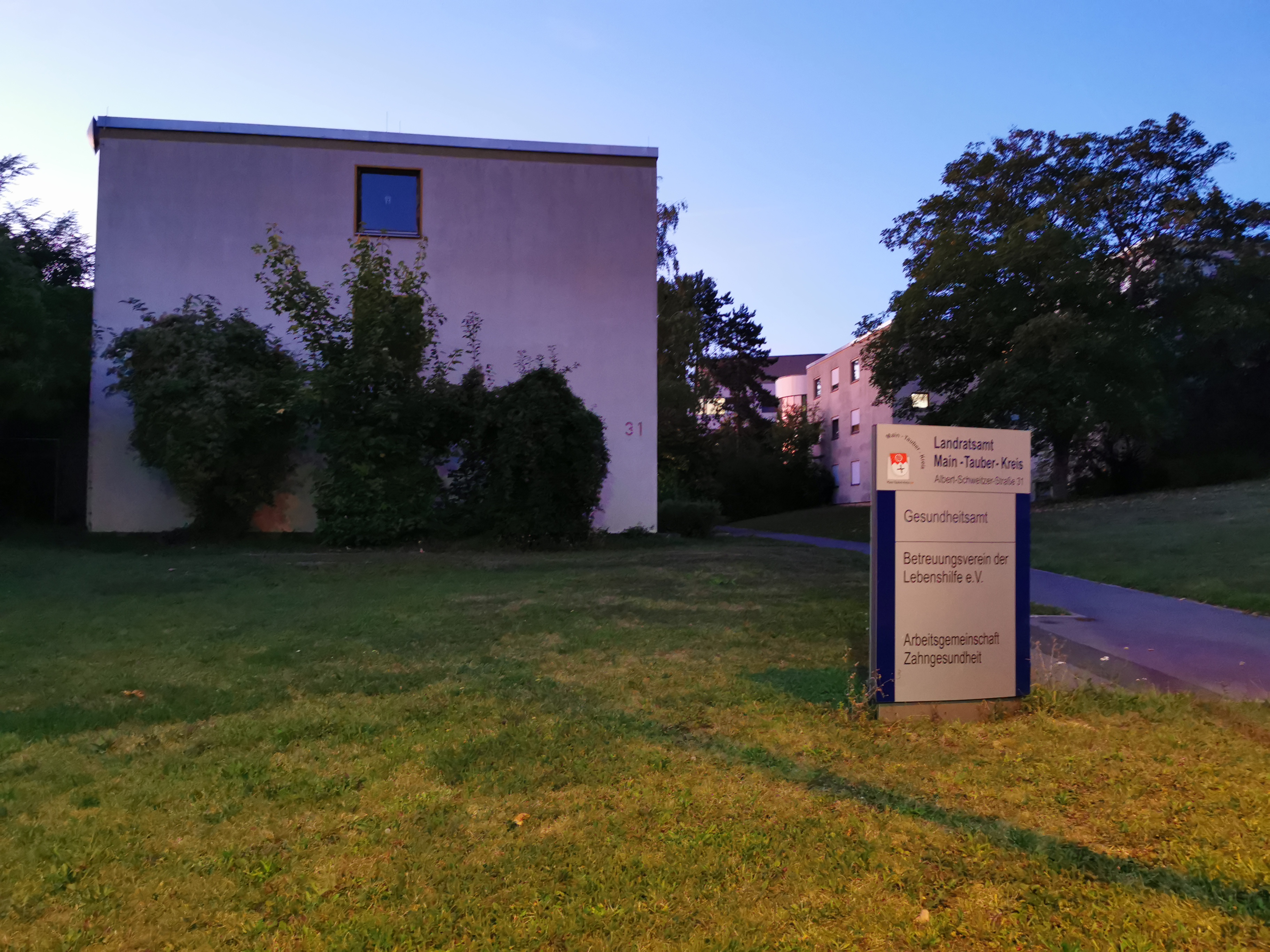
Vom Gesundheitsamt des Main-Tauber-Kreises wurden bereits Ende Februar 2020 COVID-19-Handlungsempfehlungen erlassen und abgestimmte Hygienemaßnahmen mit Vertretern verschiedener Einrichtungen des Kreises festgelegt

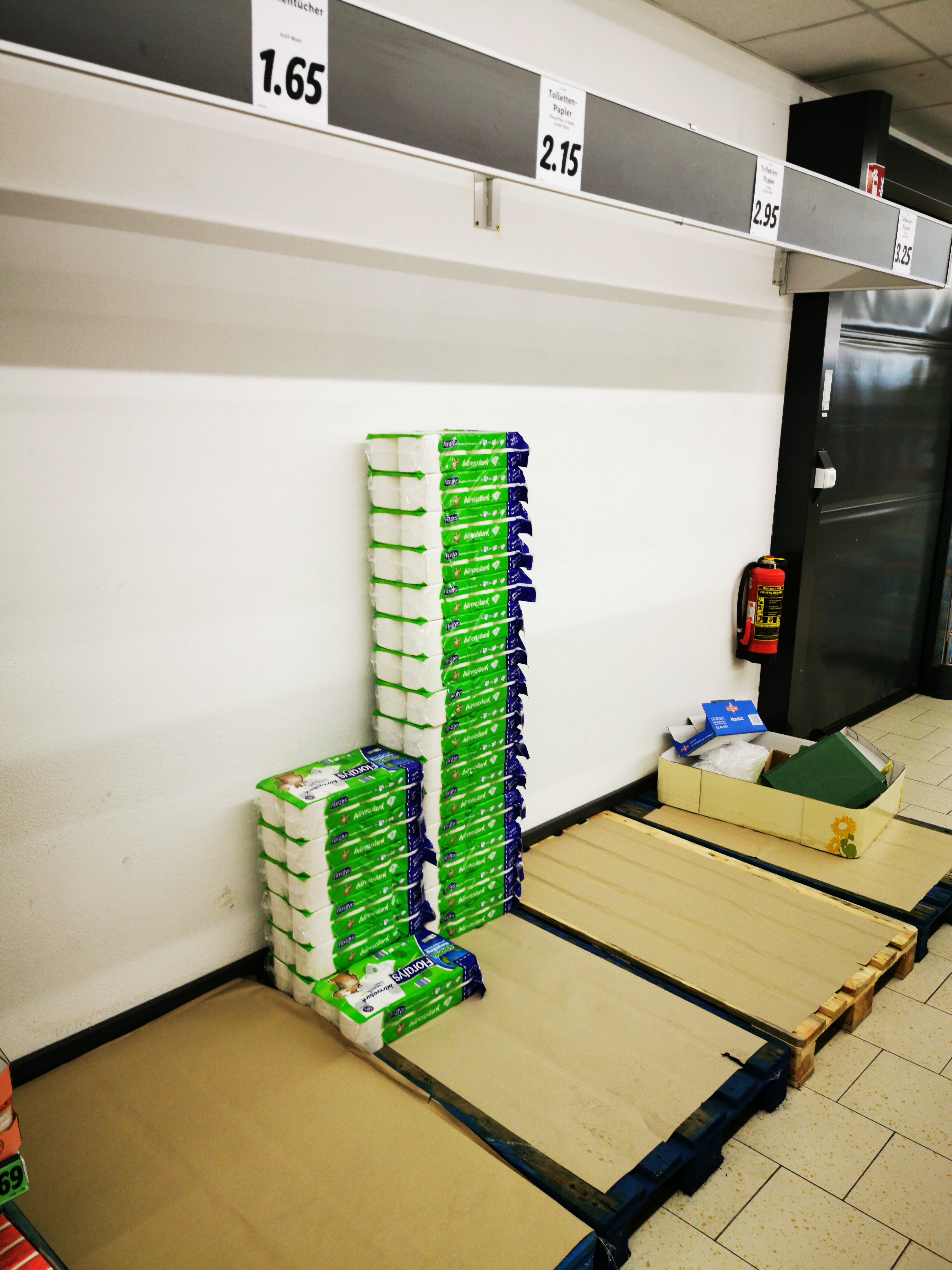
Hamsterkäufe von Hygieneartikeln und lang haltbaren Lebensmitteln aufgrund der Corona-Krise in der Kreisstadt Tauberbischofsheim

Bereits am 28. Februar 2020 wurden wegen der schnellen Ausbreitung der Epidemie verschiedene Einrichtungen des Main-Tauber-Kreises von Landrat Reinhard Frank zu einem Runden Tisch mit dem Gesundheitsamt in der Kreisstadt Tauberbischofsheim eingeladen. Nach Darstellung der Lage durch Reinhard Frank einigten sich die beteiligten Einrichtungen des Kreises auf abgestimmte Handlungsempfehlungen und Hygienemaßnahmen. Beteiligt waren Vertreter der drei Akutkrankenhäuser im Landkreis mit ihren Notaufnahmen, also das Caritas-Krankenhaus Bad Mergentheim, das Krankenhaus Tauberbischofsheim und die Rotkreuzklinik Wertheim, sowie Vertreter der beiden Kreisärzteschaften und der Kassenärztlichen Notfalldienste, des Roten Kreuzes mit Leitstelle und Rettungsdienst sowie vom Diabetes Zentrum Mergentheim als Krankenhaus der Regelversorgung. Bereits Ende Februar 2020 setzten in den Einzelhandelsgeschäften der Region erste Hamsterkäufe von Verbrauchern ein. Große Nachfrage herrschte in der Region vor allem nach lange haltbaren Lebensmitteln und Desinfektionsmitteln. Die Versorgung blieb jedoch gesichert.

### März 2020
Am 4. März 2020 wurde der erste positiv getestete SARS-CoV-2-Fall aus dem Main-Tauber-Kreis bekannt. Bei der Infizierten handelt es sich um eine 46-jährige Frau, die bereits am 28. Februar aus Südtirol zurückgekehrt war, das vom Robert Koch-Institut (RKI) am 5. März 2020 als SARS-CoV-2-Risikogebiet in Italien eingestuft wurde. Sie hatte sich aufgrund der typischen grippeähnlichen Symptome bei einem Arzt gemeldet, der den COVID-19-Verdacht schließlich bestätigte. Am 6. März 2020 kam der zweite COVID-19-Fall im Landkreis dazu, eine 41-jährige Frau, Kontaktperson der erstgenannten vom 4. März; beide Frauen waren gemeinsam in Südtirol gewesen.
Allein am 7. März 2020 wurden 21 neue Fälle von Coronavirus-Infektionen im Main-Tauber-Kreis bestätigt. Damit stieg die Gesamtzahl der im Landkreis bestätigten Infektionen auf 23 Fälle an. Sämtliche Betroffene gehörten einer Reisegruppe an, die gemeinsam in Südtirol gewesen und von dort am 28. Februar 2020 zurückgekehrt war. „Somit können sämtliche Fälle auf eine einzige Quelle zurückgeführt werden“, erklärte der Erste Landesbeamte Christoph Schauder. Das Landratsamt gab am 7. März ebenfalls bekannt, dass für die bisherigen und auch bei künftigen Mitteilungen jeweils genannt würde, welche Städte und Gemeinden im Main-Tauber-Kreis von bestätigten Coronavirus-Infektionen betroffen sind.
Aufgrund der 21 neuen Fälle vom Wochenende mussten ab Montag, dem 9. März 2020, das weltweit bekannte Fechtzentrum Tauberbischofsheim des Fecht-Clubs Tauberbischofsheim sowie drei Schulen in Weikersheim, Bad Mergentheim und Tauberbischofsheim vorübergehend geschlossen bleiben, da unter den bekannt gewordenen Fällen ein Fechter und mehrere Schüler waren. Am 8. März 2020 wurde ein weiterer Fall bekannt, der offenbar nicht mit den 23 bisher bestätigten Infektionen zusammenhing. Am 12. März 2020 kamen im Kreis sieben neue Fälle von Coronavirus-Infektion hinzu.
Ab 16. März 2020 wurde im Kreis ein Zentrales Testzentrum für Coronavirus-Infektionen beim Caritas-Krankenhaus in Bad Mergentheim eingerichtet. In Creglingen musste am selben Tag eine weitere Schule aufgrund eines bereits am 13. März bekannt gewordenen COVID-19-Falls schließen. Ab dem 28. März 2020 stand die Median Klinik Hohenlohe in Bad Mergentheim unter Quarantäne. Am 31. März 2020 wurden 21 neue Fälle einer Coronavirus-Infektion im Kreis bestätigt. Darunter waren 18 Patienten und Mitarbeiter der Median Klinik Hohenlohe in Bad Mergentheim, die komplett unter Quarantäne gestellt werden musste. Damit stieg die Gesamtzahl der bislang Infizierten auf 141 im Main-Tauber-Kreis wohnhafte Personen.

### April 2020

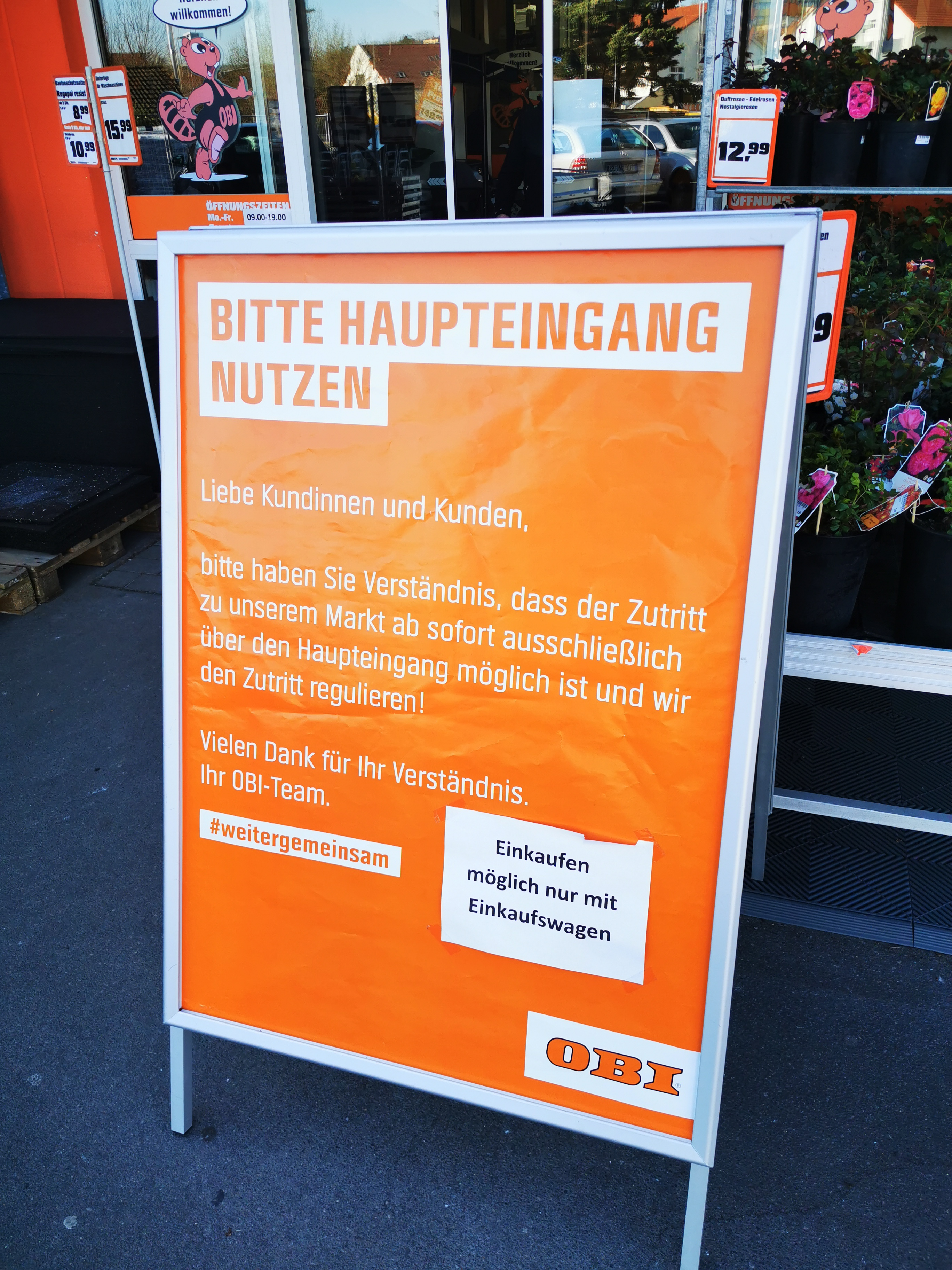
Regulierter Zutritt zu einem Baumarkt Anfang April 2020

Bis zum 1. April 2020 wurden im Main-Tauber-Kreis insgesamt 175 SARS-CoV-2-Infektionen bestätigt. In der Median Klinik Hohenlohe in Bad Mergentheim wurden bis zum 4. April insgesamt 153 Fälle einer SARS-CoV-2-Infektion bei Patienten und Mitarbeitern festgestellt, wovon 61 Personen im Main-Tauber-Kreis leben. Die 81 außerhalb des Main-Tauber-Kreises lebenden, positiv auf SARS-CoV-2 getesteten Patienten und Mitarbeiter wurden an die Gesundheitsämter anderer Kreise für deren Statistiken gemeldet. Inzwischen wurden alle Patienten der Median Klinik Hohenlohe auf SARS-CoV-2 getestet. Weitere Testergebnisse für Mitarbeiter der Klinik standen noch aus.
Am 3. April 2020 wurde bekannt, dass mit der Fachklinik Schwaben eine weitere Klinik in Bad Mergentheim von Coronavirus-Infektionen betroffen ist. Diese betreffen dort zwei Mitarbeiter, weshalb das Gesundheitsamt des Main-Tauber-Kreises die Rehaklinik mit 66 Patienten vorsorglich und bis auf weiteres unter Quarantäne gestellt hat. Die Patienten würden in ihren Zimmern isoliert und dürften die Klinik nicht verlassen. Ein striktes Besuchsverbot und ein Verbot der Neuaufnahme weiterer Patienten wurde angeordnet. Bis zum 6. April wurden insgesamt 32 Patienten und Mitarbeiter der Fachklinik Schwaben in Bad Mergentheim positiv auf das Coronavirus getestet. Darunter sind zwölf Personen aus dem Main-Tauber-Kreis.
Zwei Pflegeheime im Kreis mussten am 5. April 2020 unter vollständige Quarantäne gestellt werden, nachdem dort jeweils unter Mitarbeitern positive SARS-CoV-2-Tests vorlagen. Betroffen sind das Haus Sonnenblick in Bad Mergentheim (mit 66 Personen in Quarantäne) und das Pflegeheim St. Josef und Wohngemeinschaft St. Martin in Königheim (mit 38 Personen in Quarantäne). Mit dem Pflegeheim Carolinum in Bad Mergentheim musste am 6. April ein drittes Pflegeheim im Kreis mit 95 Mitarbeitern und 77 Bewohnern unter Quarantäne gestellt werden, nachdem eine Mitarbeitende positiv auf das Virus getestet wurde. Für sie wurde häusliche Isolation und Tests für die Bewohner angeordnet. Am 8. April wurde mit dem Haus St. Barbara in Grünsfeld ein viertes Pflegeheim vorsorglich unter Quarantäne gestellt. Bei 36 Bewohnern und 24 Mitarbeitern wurden Test angeordnet, nachdem mehrere Personen grippeähnliche Symptome zeigten. Bereits am 9. und 10. April 2020 mussten mit dem Johann-Benedikt-Bembé-Stift und dem Hospital zum Heiligen Geist zwei weitere Pflegeheime in Bad Mergentheim unter Quarantäne gestellt werden. Bis zum 18. April konnte die Quarantäne für alle Pflegeheime mit Ausnahme des Johann-Benedikt-Bembé-Stifts in Bad Mergentheim wieder aufgehoben werden. Am 24. April konnte im Bemé-Stift und damit auch im letzten Pflegeheim des Kreises die Quarantäne wieder aufgehoben werden.

### Mai bis September 2020

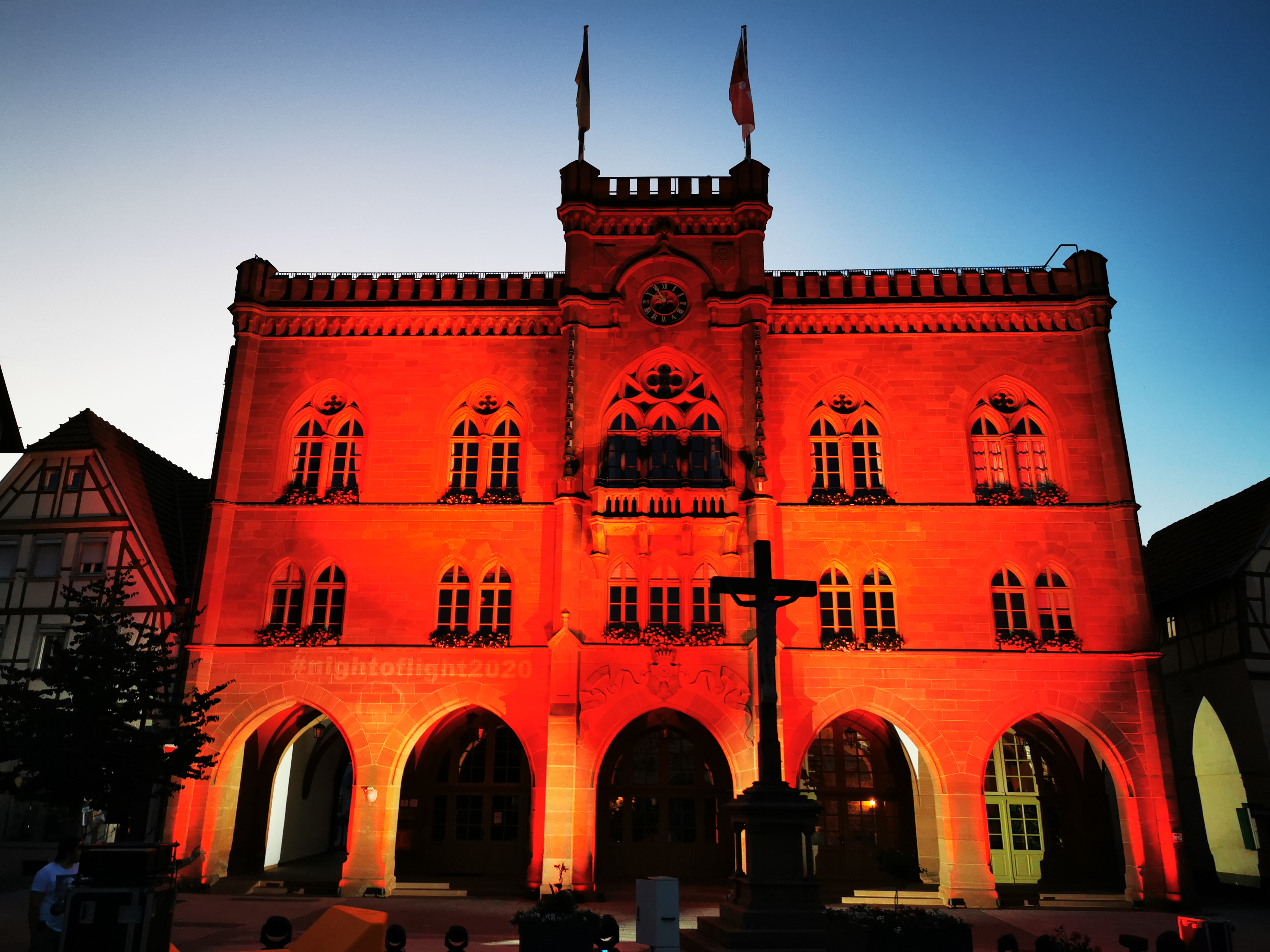
Am 22. und 23. Juni 2020 wurden das Tauberbischofsheimer Rathaus sowie der Türmersturm während der Night of Light, einer Aktion der Veranstaltungsbranche im Rahmen der Proteste in Deutschland während der COVID-19-Pandemie, rot illuminiert

Am 5. Mai wurde die erste COVID-19-Erkrankung in der Gemeinde Ahorn gemeldet. Damit waren alle Kommunen des Main-Tauber-Kreises betroffen. Am 8. Juni 2020 waren von 398 bestätigten Infizierten im Main-Tauber-Kreis 387 Personen wieder genesen und 10 Personen an COVID-19 verstorben. Damit war am 8. Juni noch eine Person im Kreis aktiv von einer nachgewiesenen COVID-19-Erkrankung betroffen.
Seit dem 18. Mai bis zum 17. April wurden im Zentralen Abstrichzentrum in Tauberbischofsheim und in der Fieberambulanz in Bad Mergentheim insgesamt 230 Personen getestet, davon 229 negativ und lediglich eine positiv. Im gleichen Zeitraum wurden im Rahmen der flächendeckenden Testung in Pflegeheimen und Einrichtungen für Menschen mit Beeinträchtigung bereits 1500 Bewohner und Mitarbeiter getestet. Hierbei wurde im vierwöchigen Testzeitraum bislang nur eine einzige Corona-Infektion bestätigt, 1499 Tests waren negativ. Hinzu kamen weitere Tests in Krankenhäusern sowie bei niedergelassenen Ärzten, über deren Zahl das Gesundheitsamt keine Kenntnis hatte, weil diese negativen Ergebnisse der Behörde nicht gemeldet werden mussten.
Ein „erfreuliches Ergebnis“ konnte das Gesundheitsamt des Main-Tauber-Kreises vermelden, nachdem eine flächendeckenden Testung auf das Coronavirus vom 19. Mai bis zum 1. Juli 2020 in 33 Heimen bei 3281 Abstrichen nur einen positiver Fall ergab. Dabei wurden alle Bewohner sowie Beschäftigte in 28 Alten- und Pflegeheimen sowie in fünf Einrichtungen für Menschen mit Beeinträchtigungen im Main-Tauber-Kreis getestet. Bei der flächenhaften Testung waren niedergelassene Ärzte, unterstützt von Praxis-Mitarbeitern sowie teilweise Mitarbeitern der Heime im Einsatz.
Aufgrund des niedrigen Infektionsgeschehens im Main-Tauber-Kreis im Juni 2020 richtete das Landratsamt seine Arbeit bei der Eindämmung der COVID-19-Pandemie ab dem 1. Juli 2020 neu aus und passte seine Ressourcen an die veränderte Lage an. Das Gesundheitsamt war in der Folge am Wochenende nicht mehr besetzt. Daneben wurde eine erweiterte Rufbereitschaft für den Fall eingerichtet, dass an einem Samstag oder Sonntag ein Infektionsfall auftritt, um auch am Wochenende die Ermittlung von Kontaktpersonen und die Verfügung notwendiger häuslicher Isolationen unverzüglich aufzunehmen.
Nachdem am 14. Juli zwei neue Erkrankungen aus Tauberbischofsheim und am 15. Juli 2020 fünf neue Erkrankungen aus Tauberbischofsheim und Werbach gemeldet wurden, mussten in der Folge vier Lerngruppen der Realschule im Schulzentrum am Wört in Tauberbischofsheim sowie eine Gruppe des Evangelischen Kindergartens Tauberbischofsheim sowie deren Lehrkräfte und Betreuungspersonal in Quarantäne geschickt werden. Am 16. Juli 2020 wurden sieben Erkrankungen im Stadtgebiet von Tauberbischofsheim gemeldet, was zur Quarantäne für eine Lerngruppe am Matthias-Grünewald-Gymnasium sowie für eine Klasse der Grundschule am Schloss in Tauberbischofsheim führte. Die 14 Neuinfektionen der letzten drei Tage (14.–16. Juni) ließen sich auf eine gemeinsame Infektionsquelle zurückführen. Von den am 17. Juli 2020 insgesamt zehn gemeldeten Neuinfektionen ließen sich neun Fälle auf die gemeinsame Infektionsquelle der Vortage zurückführen, eine Familienfeier im benachbarten Ausland. Das Infektionsgeschehen ließ sich bis Ende Juli 2020 auf zwei bekannte Infektionsstränge zurückführen.
Die folgenden Neuinfektionen während der Sommerferien von Anfang August bis Anfang September 2020 waren zum größten Teil auf Reiserückkehrer aus Risikogebieten im Ausland zurückzuführen. Seit dem 8. August 2020 galt eine Testpflicht auf eine mögliche Infektion mit dem Coronavirus für Reiserückkehrer aus Risikogebieten aus dem Ausland nach Baden-Württemberg. Für Reiserückkehrer, die in keinem Risikogebiet waren, gab es darüber hinaus die Möglichkeit zur freiwilligen Testung.

### Oktober bis Dezember 2020
Am 7. Oktober 2020 wurde erstmals seit Beginn der Pandemie im Main-Tauber-Kreis eine Infektion in einer Gemeinschaftsunterkunft für Flüchtlinge und Asylbewerber festgestellt. Aufgrund des Wohnheim-Charakters solcher Einrichtungen wurde das gesamte Gebäude in Bad Mergentheim mit allen 79 Bewohnern unter Quarantäne gestellt. Daneben mussten in Bad Mergentheim Anfang Oktober jeweils eine Quarantäne-Anordnung für das gesamte Bischöfliche Internat Maria Hilf sowie für acht Klassen Bad Mergentheimer Schulen erlassen werden. Bis zum 16. Oktober stieg der Wert der 7-Tage-Inzidenz auf 47,7 und lag damit bereits den dritten Tage in Folge über der Warnmarke von 35 Infektionen pro 100.000 Einwohnern innerhalb der letzten 7 Tage. Als der Wert am 17. Oktober über 50 stieg, wurden weitere Maßnahmen vor Ort zur Eindämmung des Virus ergriffen. Am 10. November 2020 wurde die Marke von 1000 bestätigten SARS-CoV-2-Infektionen im Main-Tauber-Kreis überschritten. Am 18. November 2020 wurden im Main-Tauber-Kreis 40 neue Fälle einer Coronavirus-Infektion gemeldet. Dies war die zu diesem Zeitpunkt zweithöchste Zahl für einen einzelnen Tag, die das Gesundheitsamt des Landratsamtes seit Beginn der Pandemie bestätigt hatte. Die Marke von 1000 wieder genesenen Personen wurde am 20. November 2020 überschritten.
Von Mitte bis Ende November 2020 ereignete sich ein größeres Ausbruchsgeschehen im Boxberger Pflegeheim „Haus im Umpfertal“. Dabei infizierten sich mehrere Dutzend Bewohner oder Mitarbeiter und ein betroffener Bewohner starb. Das Gesundheitsamt des Main-Tauber-Kreises ordnete bereits am 21. November eine Quarantäne mit einem Besuchsverbot sowie einem Aufnahme- und Verlegungsstopp für das Heim an. Es folgte eine umfassende Flächentestung aller Bewohner und Mitarbeiter. Auch im restlichen Kreisgebiet stiegen die Infektionszahlen im November 2020 stark an und es verstarben fünf Personen im Zusammenhang mit einer SARS-CoV-2-Infektion allein im November.
Am 2. Dezember 2020 wurde bekannt, dass ein Kreisimpfzentrum für den Main-Tauber-Kreis in der Sporthalle des Beruflichen Schulzentrums in Bad Mergentheim angesiedelt werden soll. „Diese Halle wurde in der Vergangenheit bereits als Notfallstation für den Landkreis im Falle eines kerntechnischen Super-GAU beplant und entsprechend ertüchtigt, unter anderem bezüglich der technischen Ausstattung“, erklärt Landrat Reinhard Frank. Diese wesentlichen Vorarbeiten hätten bei jedem anderen Standort noch geleistet werden müssen. Die in Lauda ansässige Firma Lauda Dr. R. Wobser stellte rechtzeitig vor den ersten Lieferungen des neuartigen Impfstoffes eine Ultra-Tiefkühltruhe zur Verfügung, die nach Bad Mergentheim geliefert wurde.
Bis zum 3. Dezember 2020 wurde aufgrund der COVID-19-Pandemie seit deren Beginn im Kreisgebiet bereits über 6900 Mal Quarantäne für einzelne Personen angeordnet. Am 16. Dezember 2020 wurde mit 80 neuen Fällen einer Coronavirus-Infektion die zu diesem Zeitpunkt höchste Fallzahl an einem Tag seit dem Auftreten der COVID-19-Pandemie im Main-Tauber-Kreis vermeldet.

### Januar bis März 2021

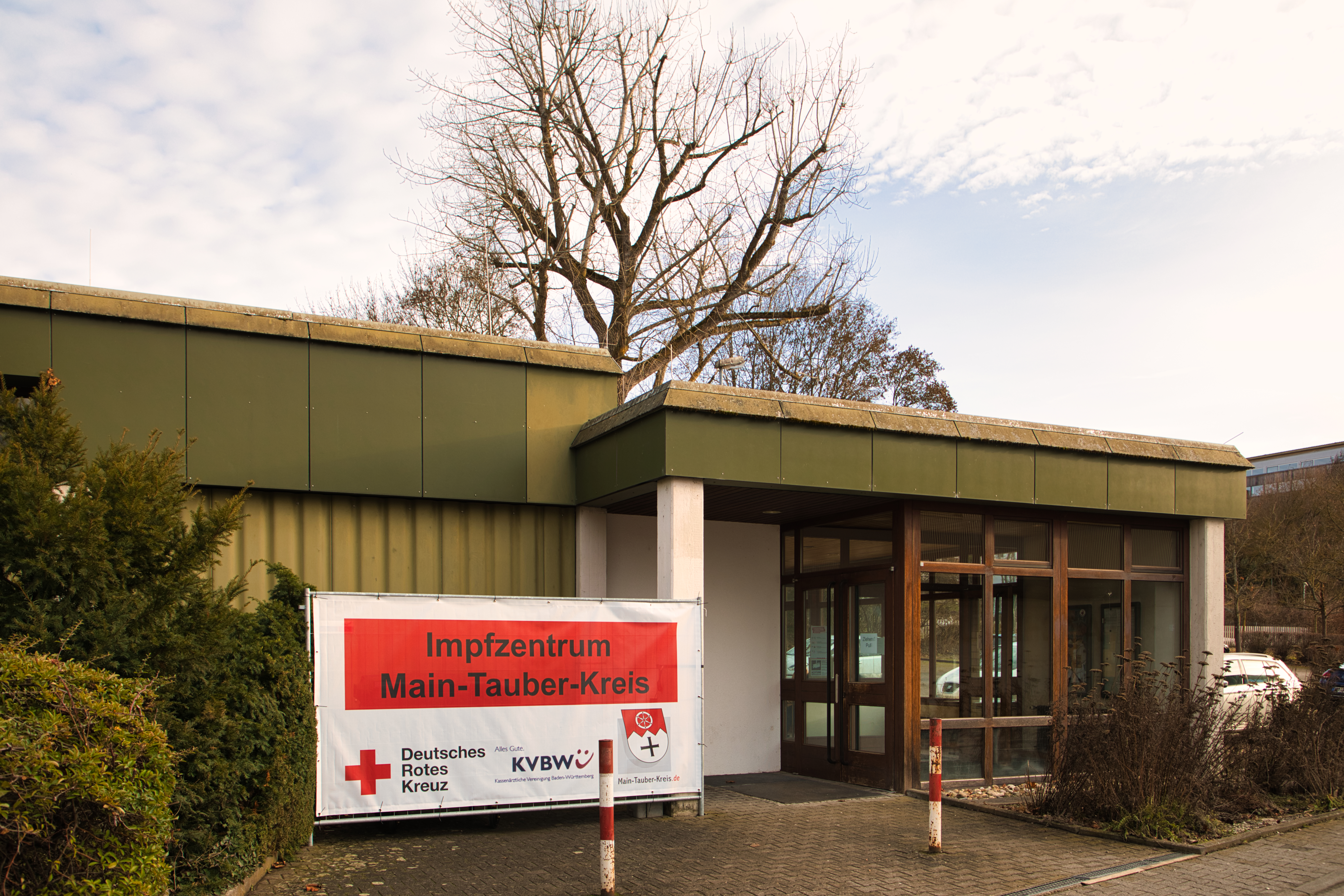
Das Impfzentrum des Main-Tauber-Kreises in der Turnhalle des Berufsschulzentrums in Bad Mergentheim kurz vor seiner Eröffnung im Januar 2021

Nachdem sich seit dem Auftreten der COVID-19-Pandemie im Main-Tauber-Kreis bis Mitte Dezember 2020 insgesamt 20 COVID-19-bedingte Todesfall ereignet hatten, starben im allein im Januar 2021 insgesamt 35 weitere Personen im Zusammenhang mit dem Coronavirus. Die Anzahl der Verstorbenen im Rahmen der COVID-19-Pandemie im Main-Tauber-Kreis erhöhte sich damit auf 55 Personen.
Das Kreisimpfzentrum des Main-Tauber-Kreises sollte eigentlich bereits am 15. Januar 2021 in Bad Mergentheim in Betrieb gehen, doch der Impfstoff fehlte noch. Am Freitag, 22. Januar 2021 soll das Kreisimpfzentrum des Main-Tauber-Kreises starten. Bis zum 31. Januar 2021 erhielten in den ersten zehn Tagen 954 Personen eine Erstimpfung.
Im Main-Tauber-Kreis traten um den Jahreswechsel erstmals Fälle der britischen Mutation des Coronavirus auf. Erster Landesbeamter Christoph Schauder erklärte diesbezüglich:

„Die Betroffenen waren Reiserückkehrer aus England mit engem Bezug zum Main-Tauber-Kreis. Deshalb hat unser Gesundheitsamt eine umfassende Sequenzierung der Laborproben veranlasst, bei der die Mutation B.1.1.7 nachgewiesen wurde“

Am 5. Februar 2021 wurde die Schwelle von 3000 nachgewiesenen Coronavirus-Infektionen im Main-Tauber-Kreis überschritten. Bis zum 25. Februar 2021 wurde bei insgesamt 26 Infektionsfällen im Landkreis eine Virusmutation nachgewiesen. Am 1. März 2021 wurde die südafrikanische Coronavirus-Mutation B.1.351 erstmals bei einem Infektionsfall im Main-Tauber-Kreis gemeldet.
Bis zum 4. März 2021 – und damit ein Jahr nachdem der erste Fall einer Coronavirus-Infektion im Main-Tauber-Kreis gemeldet wurde – stieg die Zahl der bestätigten Infektionen im Kreisgebiet auf 3269 an. 3084 infizierte Personen waren seither wieder genesen und 68 Personen im Kreis im Zusammenhang mit COVID-19 verstorben. Daneben wurden seit dem ersten Auftreten der Corona-Pandemie im Main-Tauber-Kreis bis heute für knapp 11.500 Personen eine häusliche Quarantäne verfügt, um das Virus an einer stärkeren Ausbreitung zu hindern. Darüber hinaus wurden innerhalb eines Jahres etwa 12.000 Corona-Tests im Abstrichzentrum in Bad Mergentheim, welches zeitweise in Tauberbischofsheim untergebracht war, durchgeführt. Hinzu kamen viele tausend Tests, die in Krankenhäusern und bei niedergelassenen Ärzten vorgenommen wurden. Im Gesundheitsamt arbeiteten insgesamt etwa 70 Personen an sieben Tagen in der Woche daran, das Infektionsgeschehen im Zaum zu halten.
Während der dritten Infektionswelle waren am 31. März 2021 insgesamt 439 Personen aktiv von einer nachgewiesenen Infektion betroffen, was der bis dahin höchsten Zahl aktiver Infektionen seit dem Auftreten der COVID-19-Pandemie im Main-Tauber-Kreis entsprach.

### April bis Dezember 2021
Anfang April 2021 wurde die Schwelle von 4000 nachgewiesenen SARS-CoV-2-Infektionen im Main-Tauber-Kreis überschritten und 80 Personen waren im Zusammenhang mit einer SARS-CoV-2-Infektion seit dem Auftreten der Pandemie im Kreis verstorben. Bis zum 18. April 2021 erhielten im Kreisimpfzentrum in Bad Mergentheim insgesamt 17.639 Personen ihre erste und 4230 Personen ihre zweite Impfung. Insgesamt wurden bis dahin also 21.869 Impfdosen durch das Kreisimpfzentrum verabreicht. Seit der Woche vom 12. bis 18. April wurden täglich etwa 740 Impfungen geplant, was erstmals fast der vorgesehenen Vollauslastung von 750 Impfdosen entsprach. Bis zum 2. Mai 2021 wurden im Impfzentrum Bad Mergentheim insgesamt 31.946 Impfdosen verabreicht. Am 27. Mai 2021 wurde die Schwelle von 5000 infizierten Personen im Main-Tauber-Kreis überschritten.
In der Zeit vom 6. April bis zum 4. Juni 2021 wurden 21.935 Impfdosen gegen das Coronavirus in 87 Arztpraxen im Main-Tauber-Kreis verabreicht. Am 8. Juni 2021 wurde bei einem Infektionsfall durch nachträgliche Typisierung der Laborprobe die ursprünglich in Brasilien entdeckte Gamma-Variante des Coronavirus erstmals im Main-Tauber-Kreis nachgewiesen. Bis zum 8. Juni wurde bei insgesamt 1077 Fällen im Kreis eine Virusmutation festgestellt.
Im Main-Tauber-Kreis wurde im Zeitraum von Samstag, 10. Juli, bis einschließlich Montag, 12. Juli, kein neuer Fall einer Coronavirus-Infektion bestätigt. Die Gesamtzahl der bislang bestätigt infizierten Personen im Landkreis beträgt damit weiterhin 5133.

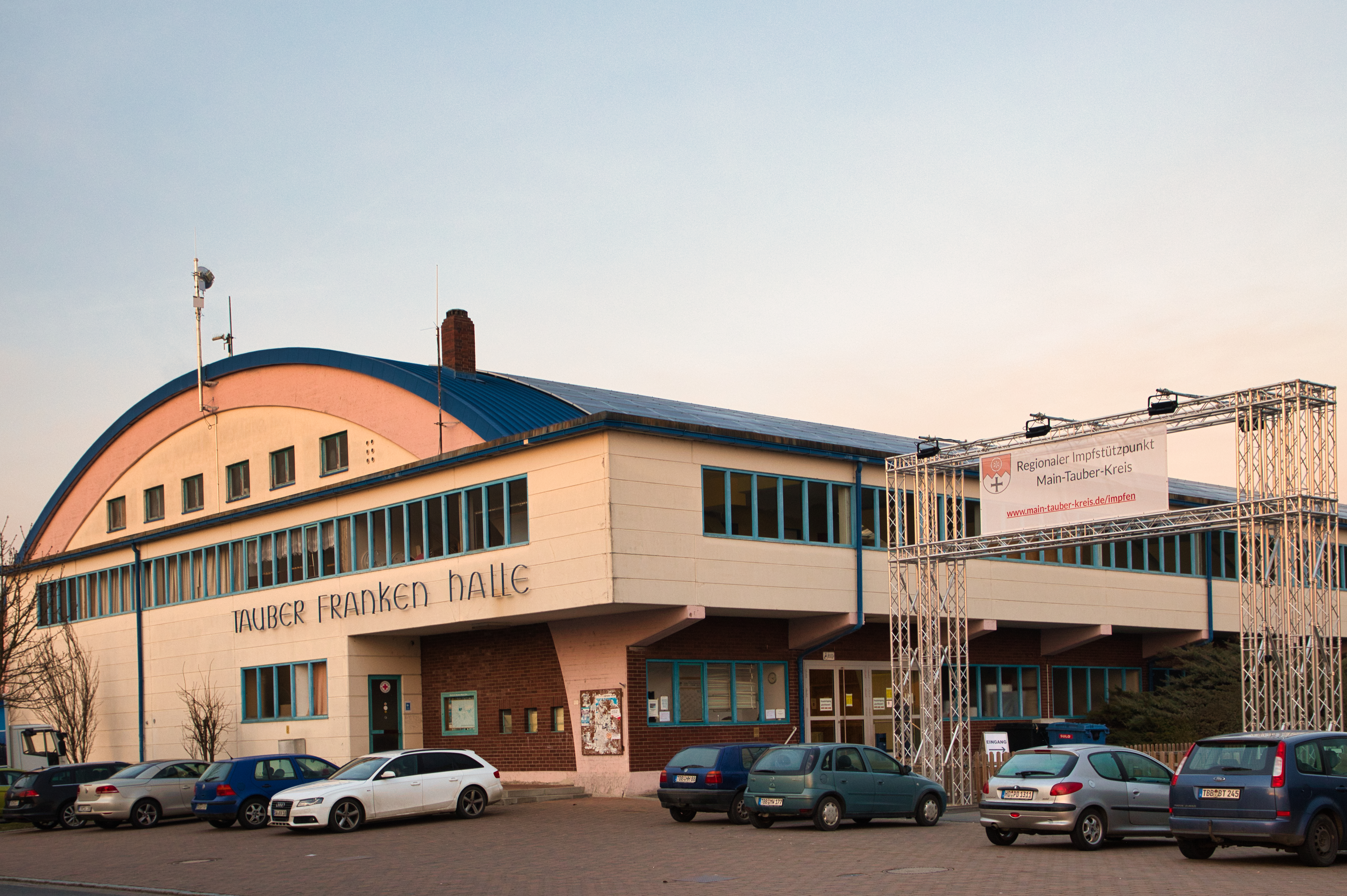
Ab dem 20. Dezember 2021 nahm das Impfzentrum des Landratsamtes Main-Tauber-Kreis in der Tauber-Franken-Halle Königshofen seinen Betrieb auf.

Der Wert der Sieben-Tage-Inzidenz betrug im Main-Tauber-Kreis vom 10. bis zum 12. Juli 2021 nach Angaben des Landesgesundheitsamtes Baden-Württemberg drei Tage in Folge 0,0. Landrat Christoph Schauder kommentierte dies wie folgt:

„Es freut mich sehr, dass wir als erster und einziger Landkreis in Baden-Württemberg im Jahr 2021 den Wert von 0,0 [Anm. 7-Tage-Inzidenz] erreicht haben. Ich hoffe, wir können diesen nun möglichst lange auf Null oder zumindest nahe Null halten.“

Ab Mitte Juli stiegen die Fallzahlen im Main-Tauber-Kreis wieder an und im August sprach man bereits von einer vierten Infektionswelle. Am 19. November 2021 wurde mit 132 neuen Fällen einer Coronavirus-Infektion die zu diesem Zeitpunkt höchste Fallzahl an einem Tag seit dem Auftreten der COVID-19-Pandemie im Main-Tauber-Kreis vermeldet, am 21. November 2021 waren erstmals mehr als 1000 Personen im Main-Tauber-Kreis aktiv von einer Coronavirus-Infektion betroffen und am 22. November 2021 stieg die 7-Tage-Inzidenz im Kreis laut LGA auf 401,7. Am 8. Dezember 2021 wurde mit 158 neu gemeldeten Coronavirus-Infektion ein neuer Rekord im Main-Tauber-Kreis an einem Tag seit Beginn der Pandemie gemeldet.

### 2022
Am 18. März 2022 wurde mit 870 gemeldeten Infektionen ein Tageshöchstwert seit Beginn der COVID-19-Pandemie im Main-Tauber-Kreis erreicht.
Aufgrund einer stark rückläufigen Nachfrage stellte das Landratsamt des Main-Tauber-Kreises sein Bürgertelefon-Angebot zum Coronavirus, das bereits zum Beginn der Pandemie im März 2020 eingerichtet wurde und seitdem durchgehend bestand, zum 27. Mai 2022 ein.

## Statistik

### Fallzahlen
Fallzahlen der COVID-19-Pandemie im Main-Tauber-Kreis (25. April bis 1. Mai 2022):
- Positiv getestete Fälle (kumuliert): 40.679
- Neue Fälle (im oben angegebenen Zeitraum): +832
- Genesene (geheilte Personen): 39.033
- Neue Genesene (im oben angegebenen Zeitraum): +1028
- Aktive Infektionen (derzeit): 1453
- Todesfälle (mit und an COVID-19): 193
- Neue Todesfälle (im oben angegebenen Zeitraum): +3

### Entwicklung der Epidemie im Main-Tauber-Kreis
Die COVID-19-Fälle entwickelten sich im Main-Tauber-Kreis während der weltweiten COVID-19-Pandemie wie folgt:
Bestätigte Infektionen, Geheilte und Todesfälle (jeweils kumuliert) im Main-Tauber-Kreis
nach Pressemitteilungen des Landratsamtes
Hinweise:
- Am 29. März 2020 wurde ein Fall aus der Statistik für den Main-Tauber-Kreis wieder herausgenommen, nachdem sich nachträglich erwiesen hatte, dass eine am 28. März 2020 erfasste Person ihren Hauptwohnsitz außerhalb des Landkreises hat. Somit gab es am 28. März 2020 insgesamt 21 Infektionen, nicht 22 wie ursprünglich gemeldet.[94][Anm. 1]
- Aufgrund einer Nachtestung am 12. August 2020 wurde die Zahl der Genesenen am 11. August rückwirkend um eine Person von 445 auf 444 nach unten korrigiert.[95]

Neue Infektionen (täglich) im Main-Tauber-Kreis
nach Pressemitteilungen des Landratsamtes
Am 4. April 2020 wurde vom Gesundheitsamt des Main-Tauber-Kreises der erste Todesfall im Zusammenhang mit COVID-19 gemeldet. Weitere Todesfälle wurden in den Folgetagen am 7. April (1), 10. April (1), 13. April (2) und 14. April (1) gemeldet. Bis zum 16. April wurden sieben COVID-19-bedingte Todesfälle im Main-Tauber-Kreis gemeldet.
Bestätigte Todesfälle (kumuliert) im Main-Tauber-Kreis
nach Pressemitteilungen des Landratsamtes
| Nr. | Tag (gemeldet)    | Geschlecht | Alter          |
| --- | ----------------- | ---------- | -------------- |
| 1.  | 4. April 2020     | Frau       | unter 60 Jahre |
| 2.  | 7. April 2020     | Mann       | über 80 Jahre  |
| 3.  | 10. April 2020    | Frau       | unter 70 Jahre |
| 4.  | 13. April 2020    | Frau       | über 90 Jahre  |
| 5.  | 13. April 2020    | Mann       | über 75 Jahre  |
| 6.  | 14. April 2020    | Frau       | über 85 Jahre  |
| 7.  | 16. April 2020    | Frau       | über 80 Jahre  |
| 8.  | 30. April 2020    | Mann       | unter 60 Jahre |
| 9.  | 7. Mai 2020       | Mann       | unter 70 Jahre |
| 10. | 12. Mai 2020      | Frau       | unter 70 Jahre |
| 11. | 29. Juli 2020     | Mann       | über 60 Jahre  |
| 12. | 5. November 2020  | Frau       | über 85 Jahre  |
| 13. | 16. November 2020 | Frau       | über 80 Jahre  |
| 14. | 24. November 2020 | Mann       | über 90 Jahre  |
| 15. | 27. November 2020 | Mann       | über 85 Jahre  |
| 16. | 30. November 2020 | Frau       | über 90 Jahre  |
| 17. | 1. Dezember 2020  | Mann       | unter 70 Jahre |
| 18. | 7. Dezember 2020  | Mann       | über 85 Jahre  |
| 19. | 13. Dezember 2020 | Frau       | über 90 Jahre  |
| 20. | 15. Dezember 2020 | Frau       | über 90 Jahre  |

| Nr.  | Tag (gemeldet)     | Geschlecht | Alter          |
| ---- | ------------------ | ---------- | -------------- |
| 21.  | 1. Januar 2021     | Frau       | unter 80 Jahre |
| 22.  | 1. Januar 2021     | Frau       | unter 90 Jahre |
| 23.  | 4. Januar 2021     | Frau       | über 80 Jahre  |
| 24.  | 4. Januar 2021     | Mann       | über 80 Jahre  |
| 25.  | 5. Januar 2021     | Mann       | über 80 Jahre  |
| 26.  | 5. Januar 2021     | Mann       | über 85 Jahre  |
| 27.  | 5. Januar 2021     | Mann       | über 95 Jahre  |
| 28.  | 7. Januar 2021     | Frau       | über 80 Jahre  |
| 29.  | 8. Januar 2021     | Frau       | über 90 Jahre  |
| 30.  | 8. Januar 2021     | Frau       | über 95 Jahre  |
| 31.  | 8. Januar 2021     | Mann       | über 80 Jahre  |
| 32.  | 11. Januar 2021    | Frau       | über 80 Jahre  |
| 33.  | 11. Januar 2021    | Frau       | unter 70 Jahre |
| 34.  | 11. Januar 2021    | Mann       | über 80 Jahre  |
| 35.  | 12. Januar 2021    | Mann       | über 60 Jahre  |
| 36.  | 12. Januar 2021    | Mann       | über 80 Jahre  |
| 37.  | 13. Januar 2021    | Mann       | über 80 Jahre  |
| 38.  | 13. Januar 2021    | Mann       | unter 90 Jahre |
| 39.  | 16. Januar 2021    | Frau       | über 80 Jahre  |
| 40.  | 18. Januar 2021    | Frau       | über 80 Jahre  |
| 41.  | 22. Januar 2021    | Frau       | unter 90 Jahre |
| 42.  | 23. Januar 2021    | Mann       | über 80 Jahre  |
| 43.  | 25. Januar 2021    | Frau       | über 85 Jahre  |
| 44.  | 25. Januar 2021    | Mann       | unter 70 Jahre |
| 45.  | 26. Januar 2021    | Frau       | über 95 Jahre  |
| 46.  | 26. Januar 2021    | Mann       | unter 50 Jahre |
| 47.  | 27. Januar 2021    | Frau       | über 80 Jahre  |
| 48.  | 27. Januar 2021    | Frau       | über 85 Jahre  |
| 49.  | 27. Januar 2021    | Frau       | über 90 Jahre  |
| 50.  | 28. Januar 2021    | Frau       | über 90 Jahre  |
| 51.  | 28. Januar 2021    | Mann       | unter 60 Jahre |
| 52.  | 28. Januar 2021    | Mann       | über 90 Jahre  |
| 53.  | 29. Januar 2021    | Frau       | unter 90 Jahre |
| 54.  | 30. Januar 2021    | Mann       | über 80 Jahre  |
| 55.  | 30. Januar 2021    | Mann       | über 85 Jahre  |
| 56.  | 2. Februar 2021    | Frau       | unter 90 Jahre |
| 57.  | 8. Februar 2021    | Mann       | über 80 Jahre  |
| 58.  | 11. Februar 2021   | Mann       | über 85 Jahre  |
| 59.  | 12. Februar 2021   | Frau       | über 90 Jahre  |
| 60.  | 12. Februar 2021   | Mann       | über 95 Jahre  |
| 61.  | 15. Februar 2021   | Mann       | über 90 Jahre  |
| 62.  | 16. Februar 2021   | Mann       | unter 90 Jahre |
| 63.  | 18. Februar 2021   | Frau       | unter 90 Jahre |
| 64.  | 24. Februar 2021   | Frau       | über 80 Jahre  |
| 65.  | 26. Februar 2021   | Frau       | über 70 Jahre  |
| 66.  | 2. März 2021       | Mann       | über 70 Jahre  |
| 67.  | 3. März 2021       | Mann       | unter 60 Jahre |
| 68.  | 4. März 2021       | Frau       | über 90 Jahre  |
| 69.  | 5. März 2021       | Mann       | unter 70 Jahre |
| 70.  | 10. März 2021      | Mann       | über 75 Jahre  |
| 71.  | 10. März 2021      | Mann       | über 80 Jahre  |
| 72.  | 11. März 2021      | Mann       | über 90 Jahre  |
| 73.  | 11. März 2021      | Mann       | über 95 Jahre  |
| 74.  | 11. März 2021      | Frau       | über 60 Jahre  |
| 75.  | 17. März 2021      | Frau       | über 70 Jahre  |
| 76.  | 17. März 2021      | Frau       | über 85 Jahre  |
| 77.  | 19. März 2021      | Frau       | über 80 Jahre  |
| 78.  | 26. März 2021      | Mann       | über 70 Jahre  |
| 79.  | 29. März 2021      | Mann       | über 55 Jahre  |
| 80.  | 1. April 2021      | Frau       | über 80 Jahre  |
| 81.  | 9. April 2021      | Mann       | unter 50 Jahre |
| 82.  | 19. April 2021     | Mann       | über 70 Jahre  |
| 83.  | 20. April 2021     | Frau       | über 70 Jahre  |
| 84.  | 26. April 2021     | Mann       | über 60 Jahre  |
| 85.  | 27. April 2021     | Frau       | unter 90 Jahre |
| 86.  | 6. Mai 2021        | Mann       | unter 60 Jahre |
| 87.  | 7. Mai 2021        | Mann       | unter 75 Jahre |
| 88.  | 24. Mai 2021       | Frau       | über 80 Jahre  |
| 89.  | 31. Mai 2021       | Mann       | über 75 Jahre  |
| 90.  | 21. Juni 2021      | Mann       | über 80 Jahre  |
| 91.  | 14. September 2021 | Frau       | über 35 Jahre  |
| 92.  | 11. Oktober 2021   | Mann       | über 90 Jahre  |
| 93.  | 15. Oktober 2021   | Frau       | unter 65 Jahre |
| 94.  | 20. Oktober 2021   | Mann       | über 80 Jahre  |
| 95.  | 15. November 2021  | Mann       | über 80 Jahre  |
| 96.  | 17. November 2021  | Mann       | über 80 Jahre  |
| 97.  | 22. November 2021  | Mann       | über 85 Jahre  |
| 98.  | 24. November 2021  | Frau       | über 85 Jahre  |
| 99.  | 24. November 2021  | Frau       | über 90 Jahre  |
| 100. | 26. November 2021  | Frau       | über 90 Jahre  |
| 101. | 26. November 2021  | Frau       | über 90 Jahre  |
| 102. | 29. November 2021  | Mann       | über 80 Jahre  |
| 103. | 29. November 2021  | Frau       | über 95 Jahre  |
| 104. | 1. Dezember 2021   | Mann       | über 90 Jahre  |
| 105. | 1. Dezember 2021   | Mann       | über 85 Jahre  |
| 106. | 1. Dezember 2021   | Frau       | über 90 Jahre  |
| 107. | 3. Dezember 2021   | Mann       | über 80 Jahre  |
| 108. | 3. Dezember 2021   | Mann       | über 90 Jahre  |
| 109. | 3. Dezember 2021   | Frau       | über 80 Jahre  |
| 110. | 3. Dezember 2021   | Frau       | über 90 Jahre  |
| 111. | 6. Dezember 2021   | Mann       | über 85 Jahre  |
| 112. | 6. Dezember 2021   | Frau       | über 55 Jahre  |
| 113. | 8. Dezember 2021   | Mann       | über 60 Jahre  |
| 114. | 8. Dezember 2021   | Frau       | über 75 Jahre  |

Weitere Todesfälle wurden am 30. April (1), 7. Mai (1), 12. Mai (1) und 29. Juli (1) gemeldet. Der zwölfte Todesfall ereignete sich am 5. November 2020. Bis zum Ende des Jahres 2020 ereigneten sich insgesamt 20 Todesfälle im Zusammenhang mit dem neuen Coronavirus. Im Januar 2021 stiegen die Todeszahlen sprunghaft auf über 50 an.

### Infektionen in Bezug zur Einwohnerzahl
Die bis zum 21. März 2021 bestätigten SARS-CoV-2-Infektionen verteilten sich wie folgt auf die Kommunen und den gesamten Kreis:
| Städte und sonstige Gemeinden      | Bestätigte Infektionen (kumuliert) | aktuell infiziert | Geheilte Personen (wieder genesen) | Todesfälle (verstorben) | Einwohner (EW) | Fälle je 1000 EW | Infektionen je 100.000 EW (Inzidenz) |
| ---------------------------------- | ---------------------------------- | ----------------- | ---------------------------------- | ----------------------- | -------------- | ---------------- | ------------------------------------ |
| Ahorn (Gemeinde)                   | 46                                 |                   |                                    |                         | 2.209          | 20,5             | 2049,9                               |
| Assamstadt (Gemeinde)              | 86                                 | 2.236             | 38,0                               | 3801,9                  |                |                  |                                      |
| Bad Mergentheim (Große Kreisstadt) | 727                                | 24.023            | 30,7                               | 3067,0                  |                |                  |                                      |
| Boxberg (Stadt)                    | 282                                | 6.709             | 42,3                               | 4231,7                  |                |                  |                                      |
| Creglingen (Stadt)                 | 158                                | 4.453             | 33,7                               | 3366,0                  |                |                  |                                      |
| Freudenberg (Stadt)                | 147                                | 3.615             | 39,0                               | 3895,1                  |                |                  |                                      |
| Großrinderfeld (Gemeinde)          | 55                                 | 4.088             | 13,8                               | 1380,2                  |                |                  |                                      |
| Grünsfeld (Stadt)                  | 103                                | 3.640             | 28,2                               | 2821,1                  |                |                  |                                      |
| Igersheim (Gemeinde)               | 239                                | 5.517             | 43,0                               | 4304,8                  |                |                  |                                      |
| Königheim (Gemeinde)               | 48                                 | 3.043             | 16,0                               | 1601,6                  |                |                  |                                      |
| Külsheim (Stadt)                   | 110                                | 5.360             | 21,5                               | 2147,6                  |                |                  |                                      |
| Lauda-Königshofen (Stadt)          | 340                                | 14.180            | 23,4                               | 2338,1                  |                |                  |                                      |
| Niederstetten (Stadt)              | 163                                | 4.906             | 33,7                               | 3371,9                  |                |                  |                                      |
| Tauberbischofsheim (Kreisstadt)    | 328                                | 13.445            | 24,8                               | 2479,0                  |                |                  |                                      |
| Weikersheim (Stadt)                | 196                                | 7.902             | 26,7                               | 2672,8                  |                |                  |                                      |
| Werbach (Gemeinde)                 | 48                                 | 3.180             | 14,5                               | 1445,8                  |                |                  |                                      |
| Wertheim (Große Kreisstadt)        | 565                                | 22.874            | 24,8                               | 2480,2                  |                |                  |                                      |
| Wittighausen (Gemeinde)            | 29                                 | 1.789             | 17,8                               | 1777,0                  |                |                  |                                      |
| Gesamter Kreis:                    | 3670                               | 301               | 3292                               | 77                      | 132.321        | 27,7             | 2773,6                               |

### Infektionen nach Altersgruppen und Geschlecht
Am 26. Juni 2022 verteilten sich die 5028 bis dahin vom Robert Koch-Institut (RKI) bestätigten SARS-CoV-2-Infektionen im Main-Tauber-Kreis wie folgt nach Altersgruppen und Geschlecht:
Infektionen im Main-Tauber-Kreis nach Altersgruppen und Geschlecht (absolut)
nach Daten des RKI
Infektionen im Main-Tauber-Kreis nach Altersgruppen und Geschlecht (pro 100.000 EW)
nach Daten des RKI; auf ganze Fälle gerundet

## Reaktionen und Maßnahmen

### Auswirkungen auf die Krankenhäuser im Main-Tauber-Kreis
Caritas-Krankenhaus Bad Mergentheim

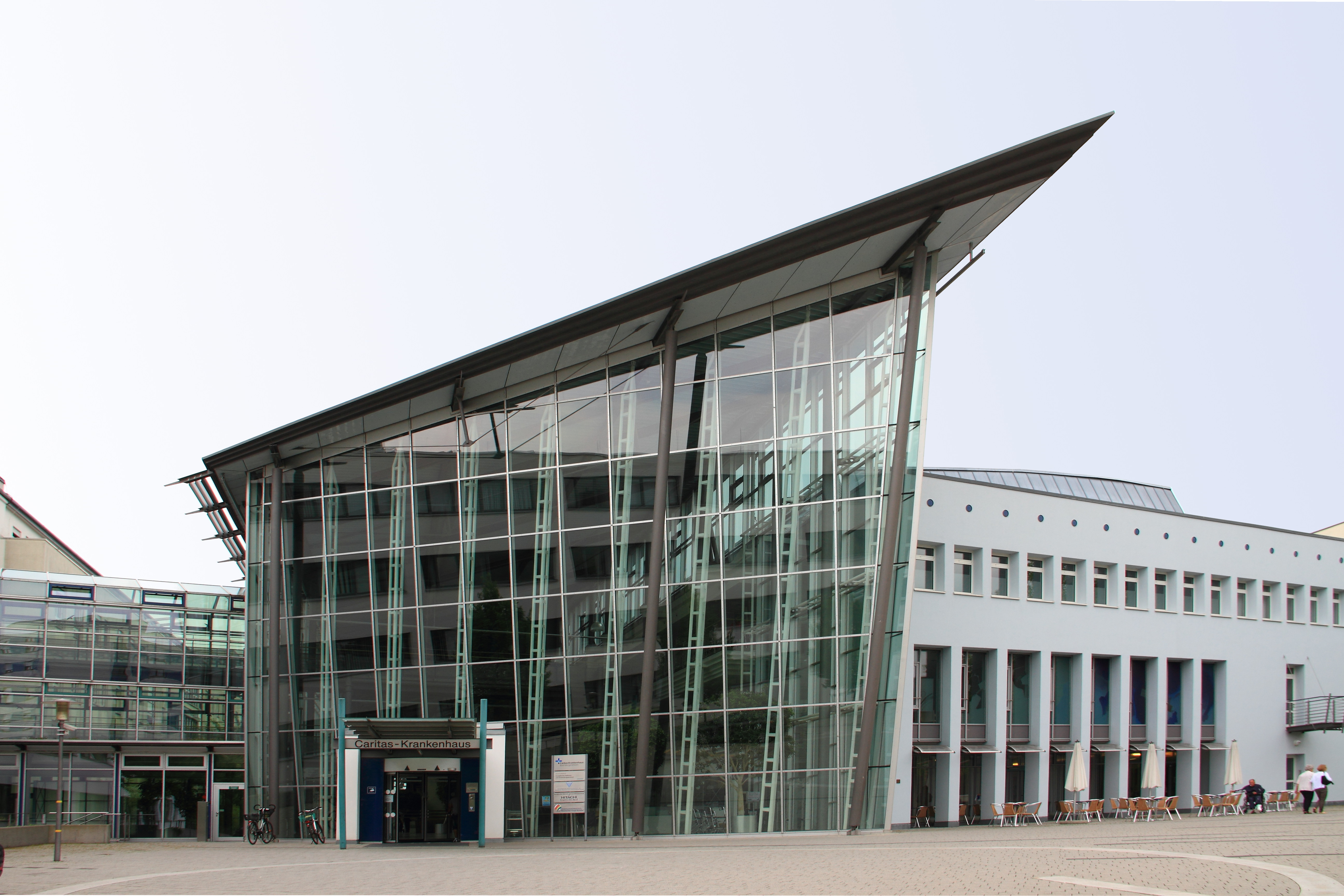
Beim Caritas-Krankenhaus Bad Mergentheim wurde vom 16. März bis zum 5. April 2020 ein erstes Zentrales Abstrichzentrum für Tests bei COVID-19-Verdachtsfällen im Main-Tauber-Kreis eingerichtet

Beim Caritas-Krankenhaus Bad Mergentheim (CKBM) wurde bereits Anfang April 2020 ein separates Bettenhaus für COVID-19-Patienten geschaffen. Dafür wurde das gesamte Bettenhaus E für die Behandlung von COVID-Erkrankten geräumt.

„Dank unserer Gebäudestruktur ist das Bettenhaus E räumlich von den anderen Stationen im Haus getrennt. So können wir die Patientengruppe gut voneinander trennen, denn wir müssen auch die anderen, nicht infektiösen Patienten wie Schlaganfälle, Unfallverletzungen oder die Tumorpatienten weiterhin gut versorgen.“

Eine Ausdehnung auf weitere Stationen sei laut Schmelbach sukzessive möglich gewesen. Bis Anfang April 2020 wurden im Caritas-Krankenhaus bereits die Intensivkapazitäten verdoppelt und weitere Möglichkeiten geprüft, um zusätzliche Intensivkapazitäten zu schaffen. Bei Bedarf konnten damit mehr als 20 Patienten intensivmedizinisch versorgt werden.
Im April 2020 mussten im Caritas-Krankenhaus Bad Mergentheim zeitweise bis zu 14 COVID-Patienten gleichzeitig beatmet werden. Dazu kamen weitere intensivpflichtige COVID-Patienten sowie mehrere beatmete nicht-infektiöse Notfall-Patienten. Dafür mussten zusätzliche Beatmungskapazitäten geschaffen werden. Am 10. Juli 2020 gab das CKMB bekannt, dass in Spitzenzeiten auf drei Isolierstationen zeitgleich mehr als 60 Corona-Patienten in Bad Mergenthei lagen. Viele Patienten mit schweren Verläufen lagen laut Pflegedirektor Frank Feinauer mitunter mehrere Wochen in Bad Mergentheim.
Krankenhaus Tauberbischofsheim
Das Krankenhaus Tauberbischofsheim kooperierte im Zuge der COVID-19-Pandemie bereits seit Anfang April 2020 mit dem Mergentheimer Caritas-Krankenhaus, um COVID-Patienten stationär zu versorgen. Auch in Tauberbischofsheim wurden Isolierstation ausgewiesen, die Intensivkapazitäten ausgebaut und die nicht-infektiösen Patienten in anderen Bereichen des Krankenhauses konzentriert. Bis zum 10. Juli 2020 wurden im Krankenhaus Tauberbischofsheim insgesamt 14 COVID-19 Patienten stationär versorgt. Dazu kam eine Vielzahl an Corona-Verdachtsfällen, die ebenfalls in kompletter Schutzausrüstung und mit hohem Personalaufwand betreut werden mussten.
Rotkreuzklinik Wertheim
In der Rotkreuzklinik Wertheim wurde ab dem 27. Oktober 2020 aufgrund steigender Infektionszahlen in Wertheim und Umgebung bis auf Weiteres ein komplettes Besuchsverbot für das Krankenhaus ausgesprochen.

### Maßnahmen der kreiseigenen Einrichtungen und sonstiger Zentren
Das Gesundheitsamt (⊙) des Main-Tauber-Kreises richtete mit dem Beginn der Corona-Krise im Kreis seit Anfang März 2020 eine eigene Corona-Hotline ein.
Am 16. März 2020 wurde gemeinsam vom Landratsamt des Main-Tauber-Kreises, der Kassenärztlichen Vereinigung Main-Tauber-Kreis und dem Deutschen Roten Kreuz ein erstes Zentrales Abstrichzentrum neben dem Caritas-Krankenhaus eingerichtet. Dort werden begründete Verdachtsfälle auf eine Coronavirus-Infektion untersucht. Ab dem 6. April 2020 wird das Zentrale Abstrichzentrum für den Main-Tauber-Kreis seinen Betrieb in der Sporthalle der ehemaligen Kurmainz-Kaserne auf dem Tauberbischofsheimer Laurentiusberg aufnehmen. Es wird hierfür vom bisherigen Standort neben dem Caritas-Krankenhaus Bad Mergentheim in die Kreisstadt verlagert.
Im Frühjahr 2020 schloss sich der dezernatsübergreifende Corona-Arbeitsstab im Landratsamt des Main-Tauber-Kreises den meisten Empfehlungen der Gesundheitsminister von Bund und Land an und kommunizierte diese im Kreis.
Am 13. März 2020 wurde vom Landratsamt dazu aufgerufen, Behördengänge auf ein absolut notwendiges Maß zu beschränken. Um die weitere Verbreitung des Virus einzudämmen bzw. zu verlangsamen, sei auch ein eigenverantwortliches Handeln der Bürger erforderlich. Ab dem 18. März 2020 wurden alle Ämter des Landratsamtes für die Öffentlichkeit auf unbestimmte Zeit geschlossen, um zu einer Verlangsamung der weiteren Verbreitung von Virusinfektionen beizutragen und die Mitarbeiter sowie sensible Arbeitsbereiche zu schützen. Die Mitarbeiter sollten sich in der Folge den drängenden Aufgaben zur Eindämmung der Auswirkungen der Epidemie im Kreis widmen.
Die Wirtschaftsförderung des Main-Tauber-Kreises vermittelte ab Mitte März 2020 aufgrund der Corona-Krise verschiedene Hilfsangebote an Unternehmen des Kreises, die von der Corona-Krise besonders getroffen wurden. Hierfür werden Informationen über bestehende Hilfsmaßnahmen der öffentlichen Hand eingeholt und betroffene Betriebe über die Hilfs- und Fördermaßnahmen informiert, da die Ausbreitung des Coronavirus auch erhebliche Auswirkungen auf die Wirtschaft des Main-Tauber-Kreises hat und zahlreiche Betriebe vor große Herausforderungen stellt.
Der Tourismusverband „Liebliches Taubertal“ prüfte im März 2020 nach der virusbedingten Absage der Internationalen Tourismusbörse (ITB) in Berlin alternative Maßnahmen für die Region, vor allem im digitalen Bereich, um weiterhin auf die Ferienlandschaft „Liebliches Taubertal“ sowie die Rad- und Wanderwege der Region, beispielsweise den Taubertalradweg, aufmerksam machen zu können.

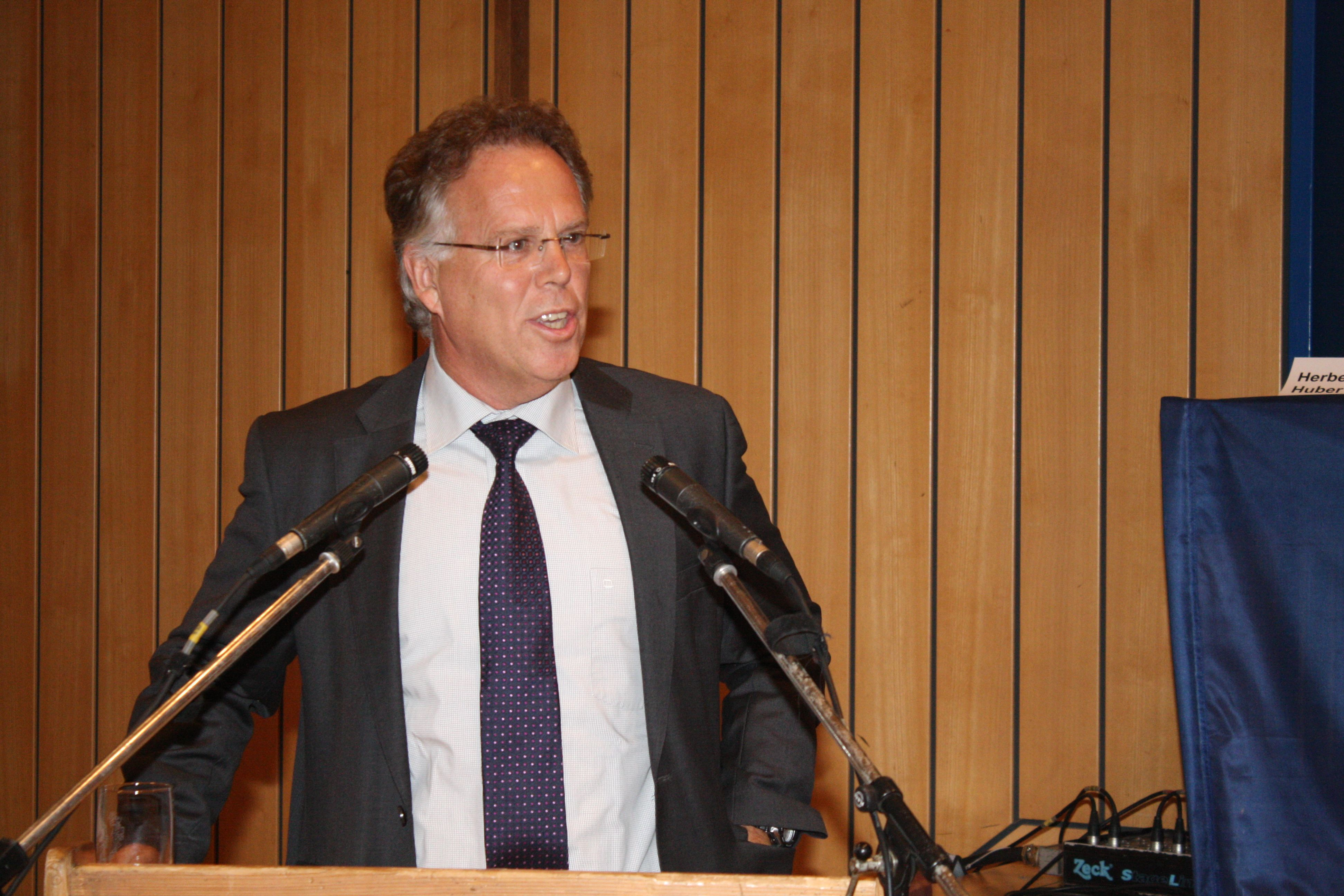
Landrat Reinhard Frank wandte sich am 27. März 2020 gemeinsam mit einem Polizeipräsidenten in einer im Internet verbreiteten Videobotschaft an die Bevölkerung und rief zu Solidarität und Achtsamkeit in Zeiten der Corona-Krise auf

Am 27. März 2020 rief Landrat Frank in einer im Internet verbreiteten Videobotschaft aus dem Landratsamt zu Solidarität und Achtsamkeit auf. In der Videobotschaft äußerte sich auch Hans Becker, Polizeipräsident des Polizeipräsidiums Heilbronn, zur Corona-Krise.
Die Wirtschaftsförderung des Main-Tauber-Kreises stellte ab dem 6. April 2020 die regionale Händlerplattform „Kauf regional“ zur Verfügung, damit die von der Corona-Krise besonders betroffenen Händler, Gastronomen und Dienstleister aus dem gesamten Landkreis ihre Angebote in der Folge online platzieren können.
Ab dem 22. April 2020 werden neben dem bestehenden Zentralen Abstrichzentrum (⊙) in Tauberbischofsheim, in der Mitte des Landkreises, zwei weitere Testzentren errichtet: Eine Fieberambulanz (⊙) in der ehemaligen Tagesklinik in Bad Mergentheim sowie eine Corona-Schwerpunktpraxis (⊙) in Wertheim. Diese drei Testzentren entlasten die Praxen niedergelassener Ärzte sowie die drei Krankenhäuser des Kreises: Das Caritas-Krankenhaus Bad Mergentheim (⊙), das Krankenhaus Tauberbischofsheim (⊙) und die Rotkreuzklinik Wertheim (⊙).
Nachdem die 7-Tage-Inzidenz im Oktober 2020 Werte von über 80 erreichte, reagierte das Landratsamt des Main-Tauber-Kreises am 22. Oktober 2020 durch eine Allgemeinverfügung mit der Anordnung weiterer Einschränkungen, um den Anstieg der Infektionszahlen im Kreis zu bremsen. In dieser wurden spezielle Regelungen zu Veranstaltungen, Ansammlungen und sonstigen Zusammenkünften sowie die Verpflichtung zum Tragen einer Mund-Nasen-Bedeckung im öffentlichen Raum erlassen. Mit Wirkung zum Mittwoch, 4. November, wurde die Allgemeinverfügung vom 22. Oktober wieder aufgehoben.
Zum 1. August 2020 wurden die ambulanten Einrichtungen im Main-Tauber-Kreis im Zusammenhang mit dem Coronavirus neu ausgerichtet: Die bisherige Fieberambulanz Bad Mergentheim wurde ab 1. August zum neuen Abstrichzentrum Main-Tauber-Kreis umgewidmet. Dafür entfiel das bisherige Zentrale Abstrichzentrum in Tauberbischofsheim.

### Austausch mit dem angrenzenden Landkreis Würzburg
Vertreter des Landkreises Würzburg (Bayern) und des Main-Tauber-Kreises (Baden-Württemberg) trafen sich regelmäßig zu einem übergreifenden Austausch. Die Tagesordnungspunkte umfassten dabei während der COVID-19-Pandemie vor allem die Lage zum Coronavirus in der Region und überregionale Aspekte wie beispielsweise Auswirkungen auf den ÖPNV.

### Folgen für die Bildungseinrichtungen im Main-Tauber-Kreis
Bereits ab Montag, den 9. März 2020, wurden drei Bildungseinrichtungen im Main-Tauber-Kreis aufgrund von COVID-19-Fällen vorsorglich geschlossen. Betroffen waren das Gymnasium Weikersheim, das Matthias-Grünewald-Gymnasium Tauberbischofsheim und die Realschule St. Bernhard in Bad Mergentheim zunächst bis einschließlich Freitag, den 13. März 2020. Für insgesamt drei Klassen und eine Jahrgangsstufe, die von einer bestätigten Corona-Infektion direkt betroffen sind, ordnete das Gesundheitsamt eine häusliche Isolation der Schüler an. Bereits am 11. März 2020 wurde bekanntgegeben, dass die drei Schulen rein vorsorglich noch eine zweite Woche bis einschließlich Freitag, den 20. März 2020, geschlossen blieben. Auf diese Schutzmaßnahme verständigten sich das Landratsamt des Main-Tauber-Kreises und die betreffenden Kommunen in Abstimmung mit den Schulleitungen gemeinsam.
Ab Montag, den 16. März 2020, musste das Schulzentrum Creglingen vorübergehend geschlossen werden.

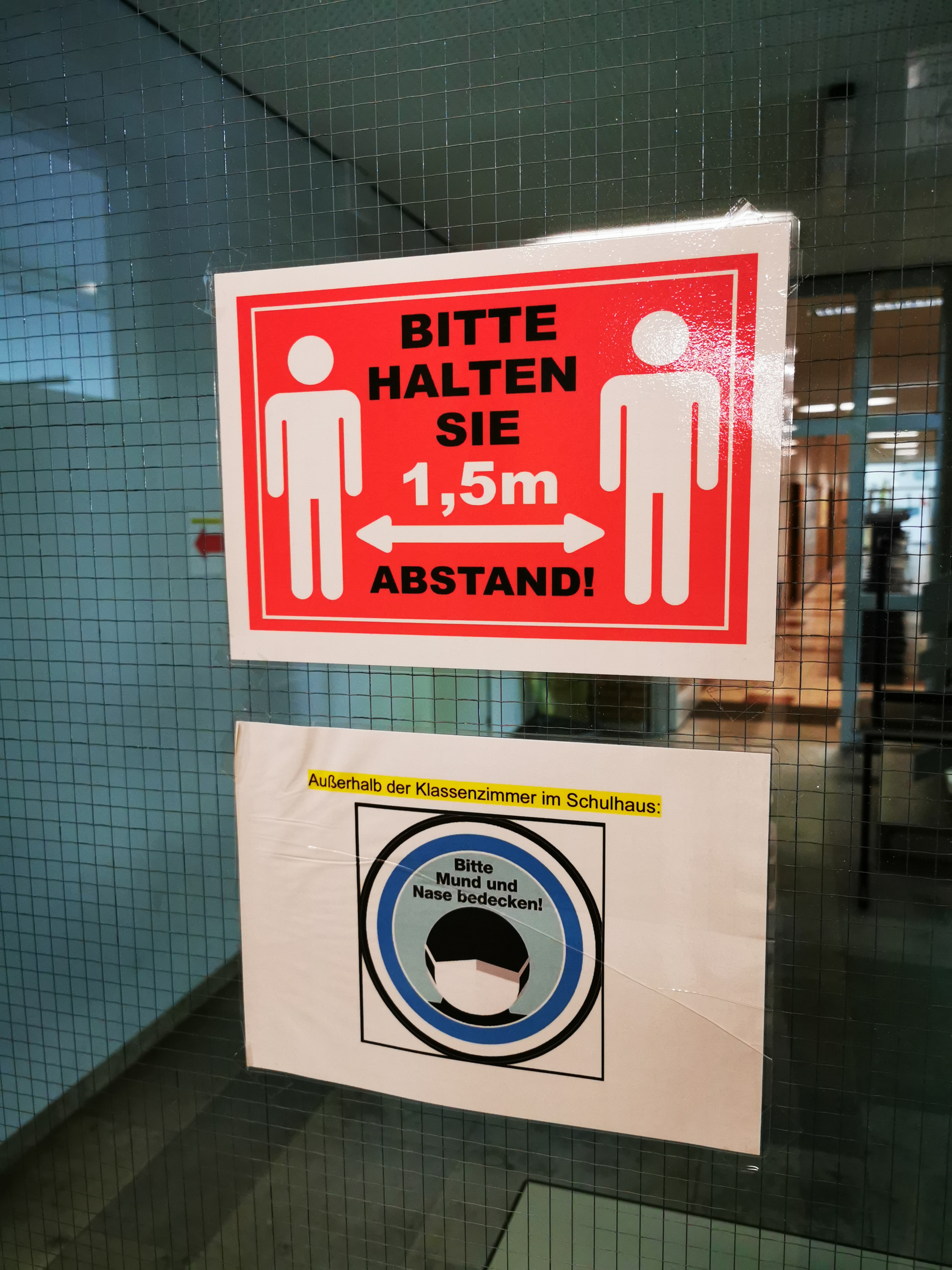
Hinweisschilder an der Kaufm. Schule Tauberbischofsheim Ende Juni 2020

Ab Dienstag, dem 17. März 2020 wurden alle weiteren Schulen des Kreises vorübergehend, bis zum Ende der Osterferien 2020, geschlossen. Ab dem 4. Mai 2020 wurden die Schulen des Main-Tauber-Kreises für Abschlussklassen unter strengen Auflagen wieder geöffnet. Durch das Landratsamt wurden hierfür etwa 30.000 Mund-Nasen-Schutzmasken an alle Schulen des Landkreises verteilt, die den Schulbetrieb wieder aufgenommen haben. Es handelte sich hierbei um Schulen in Trägerschaft der Städte und Gemeinden sowie des Landkreises. Behindertenwerkstätten durften ab dem 5. Mai unter Auflagen wieder öffnen. Nach den Sommerferien fand ab dem 14. September 2020 in den Schulen des Main-Tauber-Kreises ein Regelbetrieb unter speziellen Hygieneregeln statt. Nach einer Infektion am 24. September 2020 musste eine Klasse der Kaufmännischen Schule Tauberbischofsheim unter Quarantäne gestellt werden.
Nachdem am 2. Oktober 2020 eine Person im Bischöflichen Internat Maria Hilf in Bad Mergentheim positiv getestet wurde, musste die gesamte Einrichtung mit 43 Internatsschülern sowie 25 Mitarbeitenden unter Quarantäne gestellt werden. Betroffen von der Quarantäne waren weitere 47 Schüler, für die Angebote der Tagesbetreuung erbracht wurden. Für alle Betroffenen wurde eine Testung im Abstrichzentrum des Main-Tauber-Kreises in Bad Mergentheim angeordnet. Am 4. Oktober 2020 betraf die Internats-Quarantäne bereits 115 Personen.
Nachdem die Flächentestung zeitgleich neun Neuinfektionen ergab, wurden am 4. Oktober 2020 fünf Schulklassen in Bad Mergentheim unter Quarantäne gestellt, davon jeweils eine Klasse am Deutschorden-Gymnasium, an der Eduard-Mörike-Schule (Gemeinschaftsschule), an der Grundschule (Standort Au), an der Kopernikus-Realschule und an der Realschule St. Bernhard. Ab Herbst 2020 kam es im Main-Tauber-Kreis überwiegend nicht mehr zu kompletten Schulschließungen. Stattdessen wurden üblicherweise einzelne Klassen oder Lerngruppen in Quarantäne geschickt, falls es zu Infektionen innerhalb einer Gruppe kam.

### Absage von kulturellen Veranstaltungen

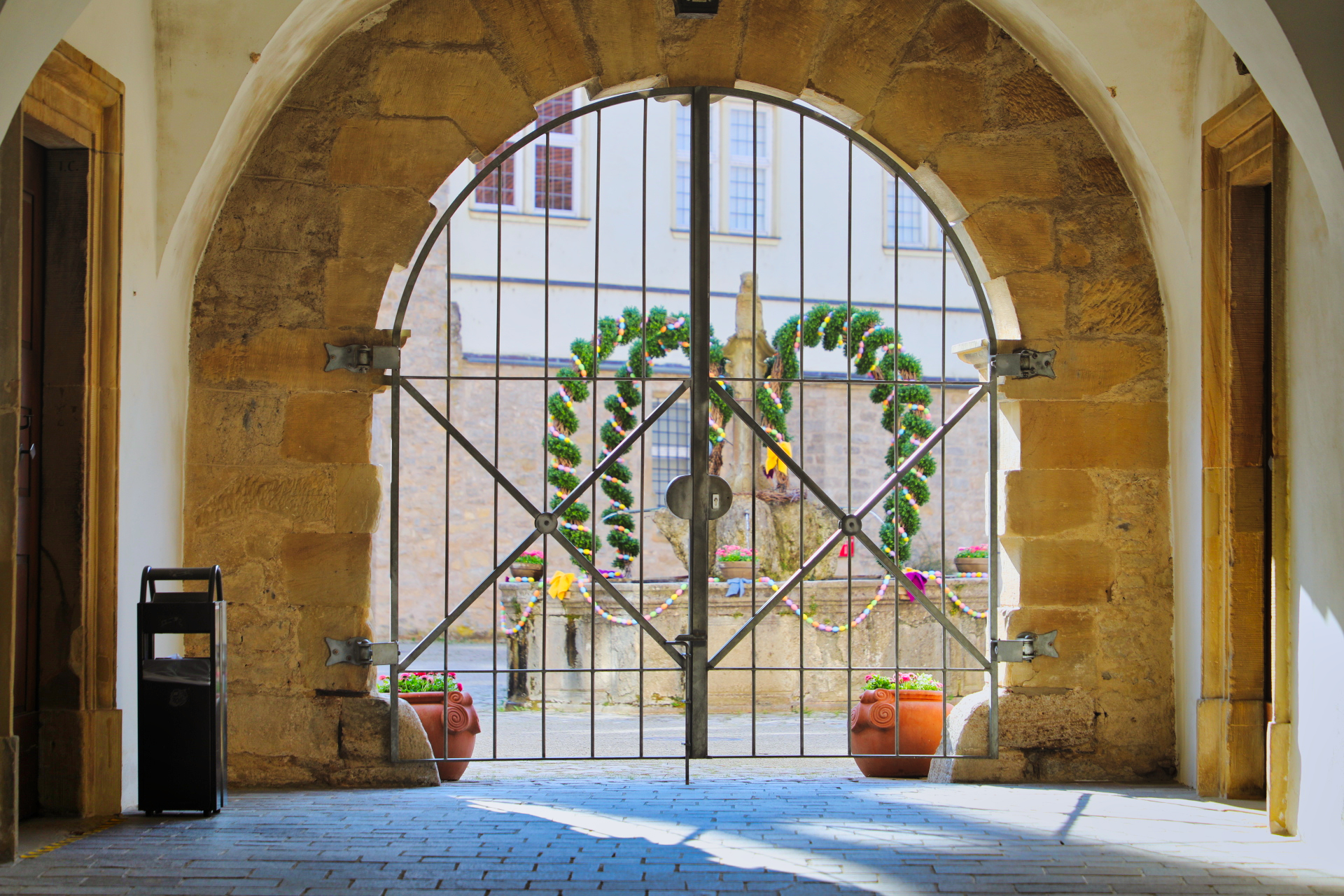
Der Osterbrunnen auf Schloss Weikersheim ist trotz Zugangsbeschränkungen 2021 festlich geschmückt.

Die von März bis Juli 2020 geplanten öffentlichen Veranstaltungen im Main-Tauber-Kreis wurden nahezu vollständig abgesagt oder verschoben, darunter Dampfzugsonderfahrten auf der Frankenbahn, das Tauberbischofsheimer Altstadtfest am ersten Juliwochenende (erstmals seit 46 Jahren abgesagt) sowie auch alle Veranstaltungen im kreiseigenen Veranstaltungszentrum im Kloster Bronnbach. Ebenfalls abgesagt werden mussten das 12-Stunden-Mountainbike-Rennen Külsheim am 18. Juli 2020, die Königshöfer Messe vom 18.–27. September 2020, der im August 2020 geplante 21. Autofreie Sonntag im Taubertal und im Oktober 2020 der Ultramarathon Taubertal 100, der durch den Main-Tauber-Kreis in seiner gesamten Länge führt. Von 2020 bis 2022 musste das Musikfestival Keep It True in der Tauberfrankenhalle, die zeitweise auch als Kreisimpfzentrum genutzt wurde, abgesagt werden.

### Auswirkungen auf den Sport

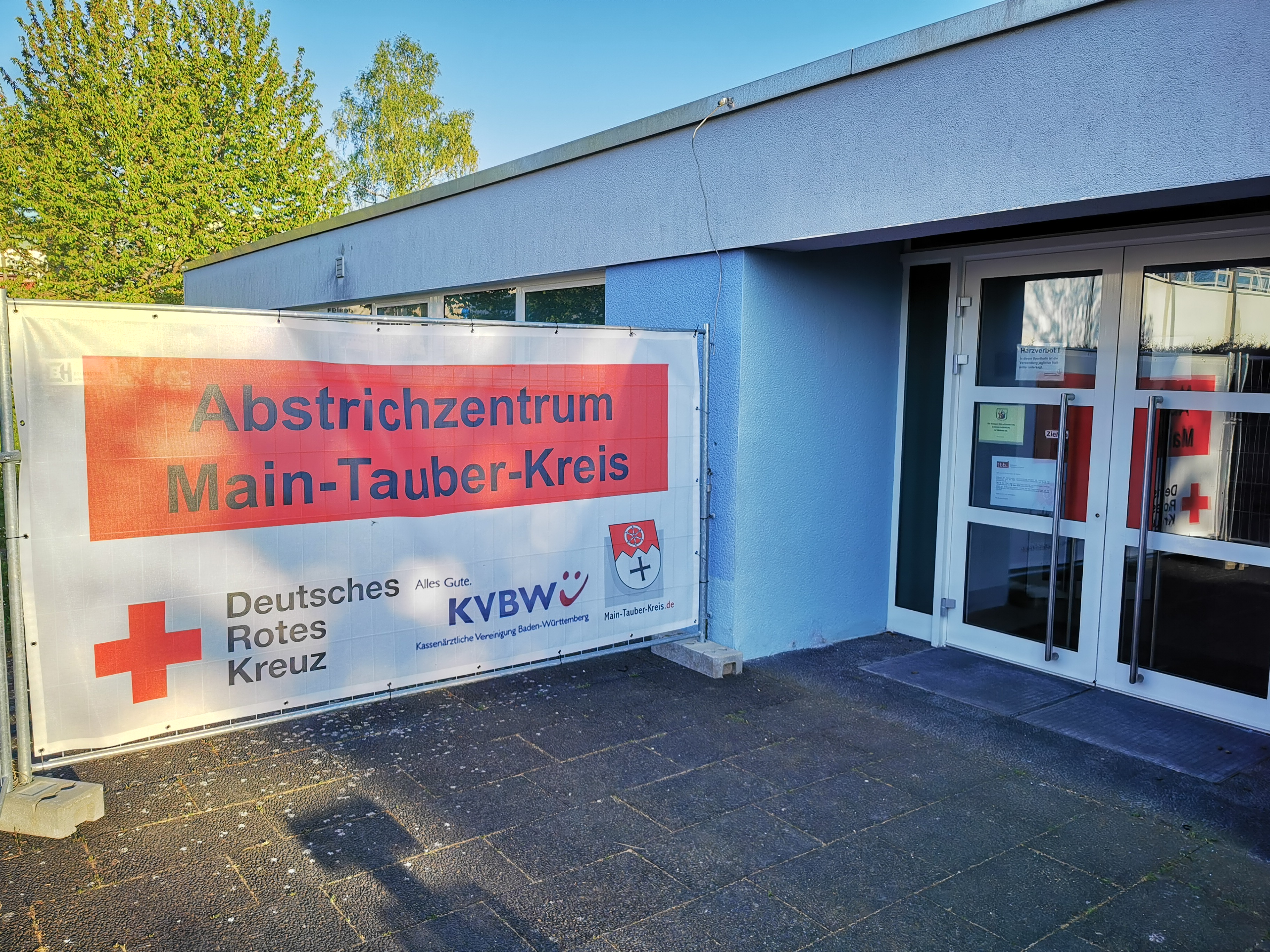
Das Zentrale Abstrichzentrum des Main-Tauber-Kreises bestand vom 6. April bis zum 31. Juli 2020 in Tauberbischofsheim

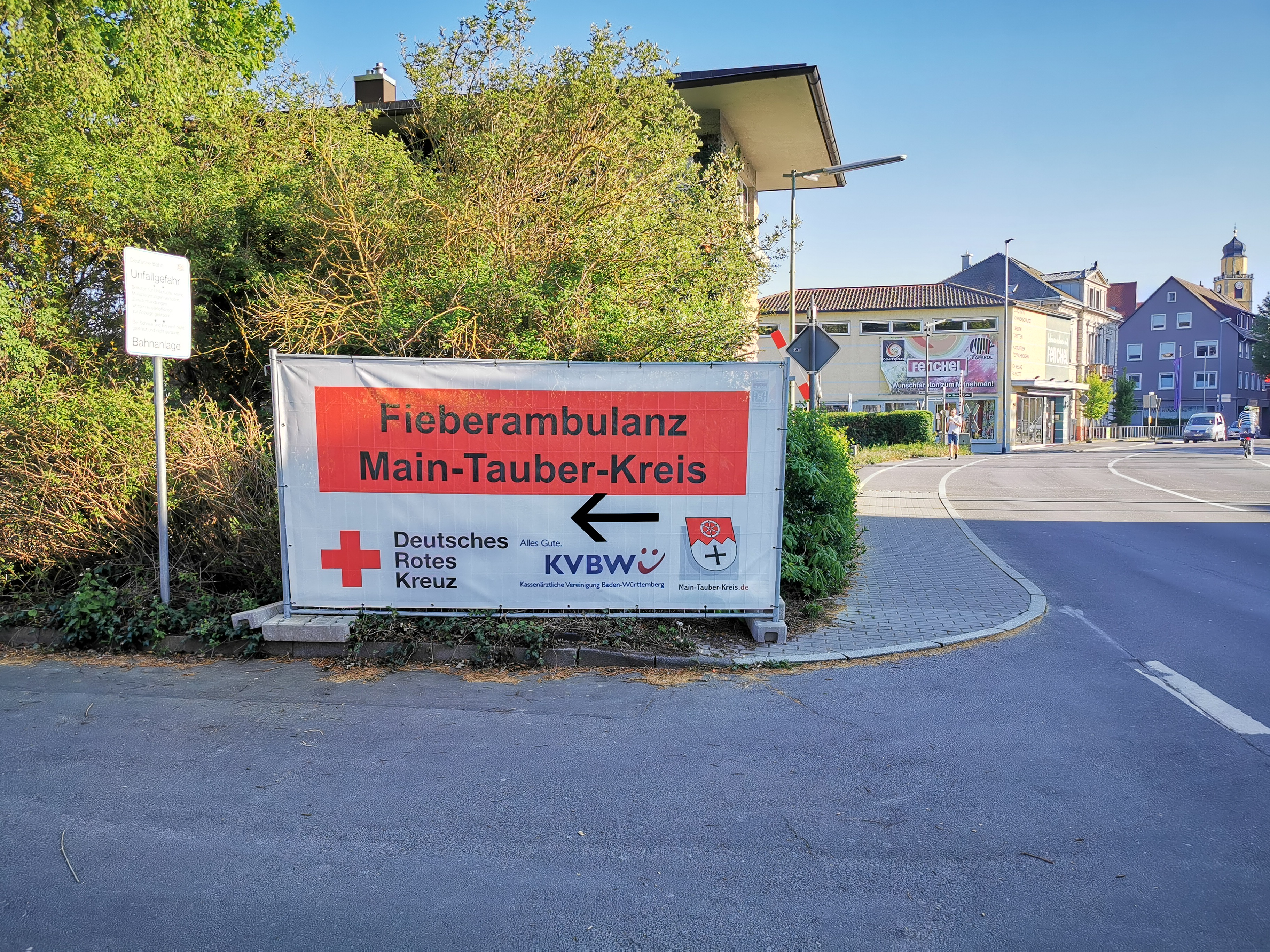
Die Fieberambulanz des Main-Tauber-Kreises bestand vom 22. April bis zum 31. Juli 2020 in Bad Mergentheim; ab dem 1. August 2020 wurde sie zum zentralen Abstrichzentrum des Main-Tauber-Kreises umgewidmet

Nachdem Ende Februar 2020 aufgrund der COVID-19-Pandemie ein Säbel-Weltcup in Padua in Norditalien abgesagt wurde, wollte der Fecht-Club Tauberbischofsheim Anfang März 2020 als Ausrichter einspringen. Dies stieß auf massive Kritik der örtlichen Behörden. Der Landrat des Main-Tauber-Kreises, Reinhard Frank, wandte sich daraufhin in einem öffentlichen Brief an den Vorstand des Fecht-Clubs mit der Aufforderung, auf die Austragung des Säbel-Weltcups Anfang März in Tauberbischofsheim zu verzichten. „Vor dem Hintergrund der sich aktuell dynamisch entwickelnden Lage der Corona-Infektionen“ sei die Verlegung „unverantwortlich und inakzeptabel“, hieß es in einem Schreiben des Landrats an den Vorstand, indem Frank weiter ausführte: „Aufgrund unserer Verantwortung für den Schutz der Menschen in unserem Landkreis erwarten wir, dass der Fecht-Club von dieser Veranstaltung Abstand nimmt.“ Das Gesundheitsamt des Main-Tauber-Kreises habe bereits im Vorfeld von der Veranstaltung dringend von einer Durchführung abgeraten, schrieb Landrat Frank weiter. Der Fecht-Club zog erst nach dieser öffentlich geäußerten Kritik seine Zusage wieder zurück. Der öffentliche Druck und die regionalen Widerstände seien durch die Aussagen des Landrats einfach zu groß geworden.

### Wirtschaftliche Auswirkungen
Die Firma Michael Weinig AG aus Tauberbischofsheim kündigte am 9. April 2020 an, aufgrund der anhaltenden COVID-19-Pandemie 200 Stellen abbauen zu müssen, davon 100 im Main-Tauber-Kreis am Stammsitz in Tauberbischofsheim.
Die Firma König & Meyer aus Wertheim-Bestenheid stellte aufgrund der Corona-Krise zwischen März und April 2020 innerhalb von drei Wochen ihre Produktion von Mikrofonstativen auf die Herstellung von Ständern für Desinfektionsmittelflaschen um.
Von der IG-Metall-Geschäftsstelle in Tauberbischofsheim durchgeführte Umfragen bei deren betreuten Firmen zu den betrieblichen Situationen Ende Mai 2020 ergaben ein ernüchterndes Ergebnis. Von 23 befragten Unternehmen gaben sechs Firmen an, dass sie in absehbarer Zeit ein Liquiditätsproblem haben werden. Weitere sechs Unternehmen sprachen sogar von einem Insolvenzrisiko. Der Erste Bevollmächtigte der IG Metall Tauberbischofsheim, Harald Gans, bezeichnete die Lage als besorgniserregend und befürchtet, dass die eigentlichen Probleme erst noch kommen werden.

„Wir befinden uns in einer Weltwirtschaftskrise, die sich gewaschen hat, der tiefsten, die wir in der Nachkriegszeit erlebt haben.“

In Wertheim am Main lagen im Corona-Jahr 2020 nur 93 statt der sonst üblicherweise etwa 500 Schiffe pro Jahr vor Anker.

## Kontroversen
Der im April 2020 zwischen dem Landratsamt des Main-Tauber-Kreises und dem Betreiber des Factory-Outlet-Centers Wertheim Village ausgetragene Streit um den Zeitpunkt der Wiedereröffnung des Outlet-Centers führte bis zum Verwaltungsgericht Stuttgart. Durch eine Verfügung auf Basis des Infektionsschutzgesetzes untersagte das Landratsamt am 20. April 2020 den Betrieb bis einschließlich Sonntag, 3. Mai 2020, nachdem es von Seiten der Stadt Wertheim bereits Pläne zu dessen Wiedereröffnung gab. Bei einer übereilter Öffnung drohe laut Landratsamt die Entstehung eines Infektions-Hotspots. Ein Eilantrag des Betreibers wurde vom Verwaltungsgericht abgeschmettert und ein fehlendes Sicherheitskonzept bemängelt. Der Betreiber wandte sich daraufhin mit einer Beschwerde an den baden-württembergischen Verwaltungsgerichtshof (VGH) in Mannheim, da das Öffnungsverbot für das Outlet-Center nach dessen Ansicht im Vergleich zu Wiederöffnung von Fußgängerzonen oder Einkaufszentren „gegen den Gleichbehandlungsgrundsatz“ verstoße. Gleichzeitig forcierte der Betreiber bereits interne Wiedereröffnungspläne für den 28. April. Das Landratsamt, die Stadtverwaltung Wertheim und der Betreiber des Wertheim Village erzielten schließlich auf Anregung des Verwaltungsgerichtshofs eine außergerichtliche Einigung. Der Betreiber legte ein verbindliches Sicherheits- und Hygienekonzept vor und verpflichtete sich unter anderem zu einer Zugangssteuerung zum Areal. Im Gegenzug wurde das Outlet-Center bereits am 30. April 2020 wiedereröffnet.

## Galerie

Ausgangssperren und Hinweisschilder im Zuge der COVID-19-Pandemie im Main-Tauber-Kreis, März 2020 bis Januar 2021
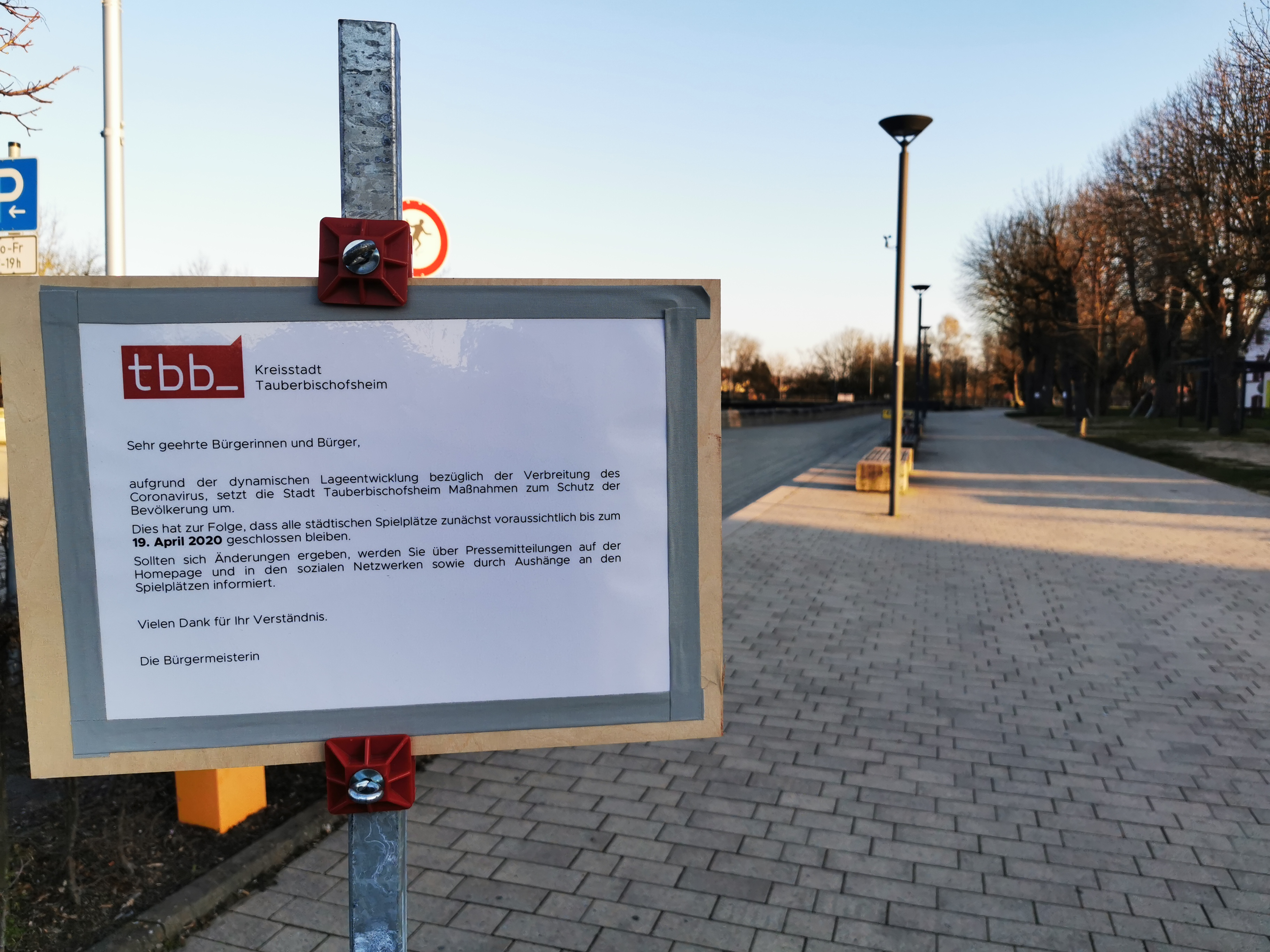
Hinweisschild am Wörtplatz in Tauberbischofsheim
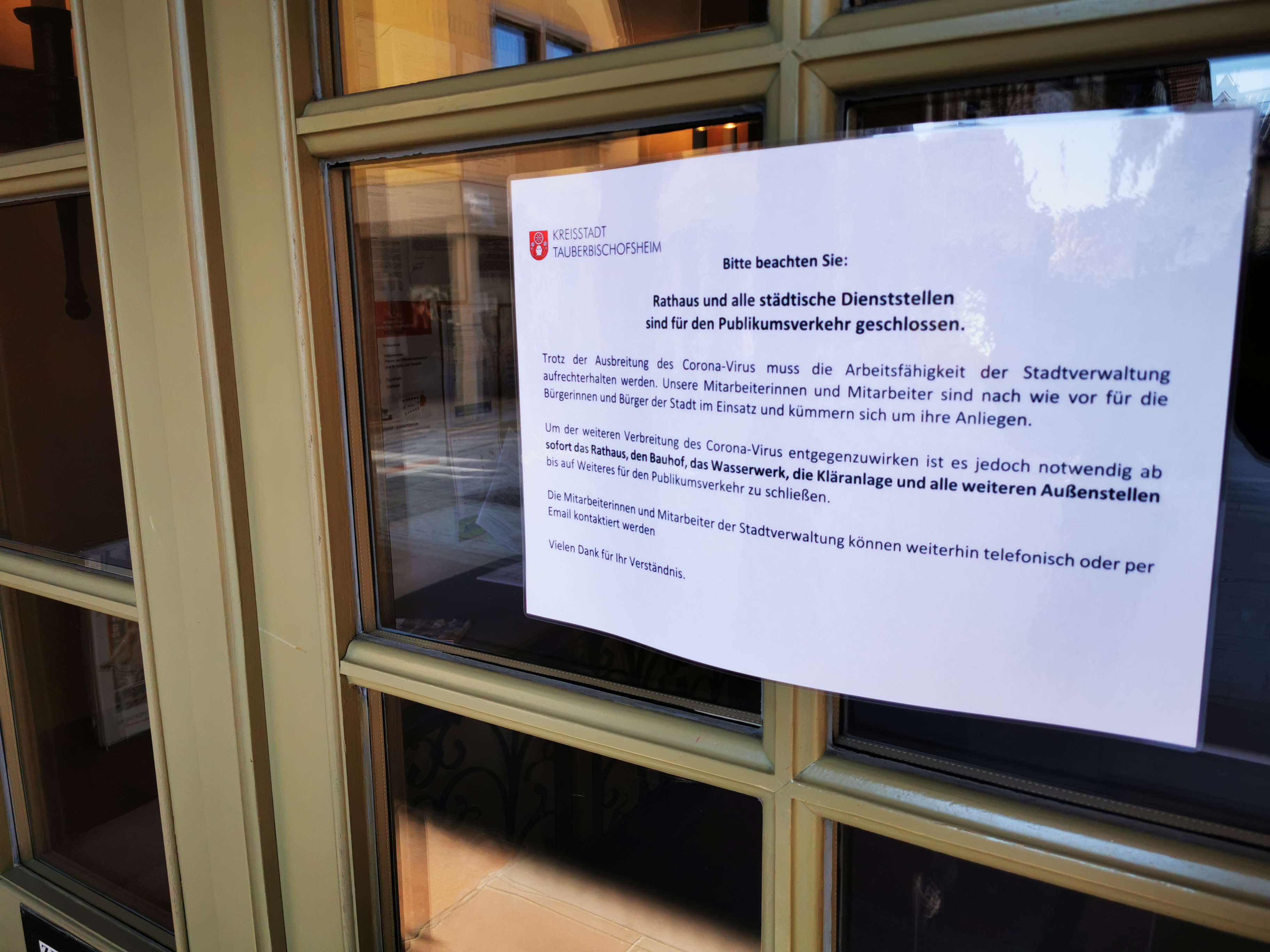
Hinweisschild an einem Rathaus
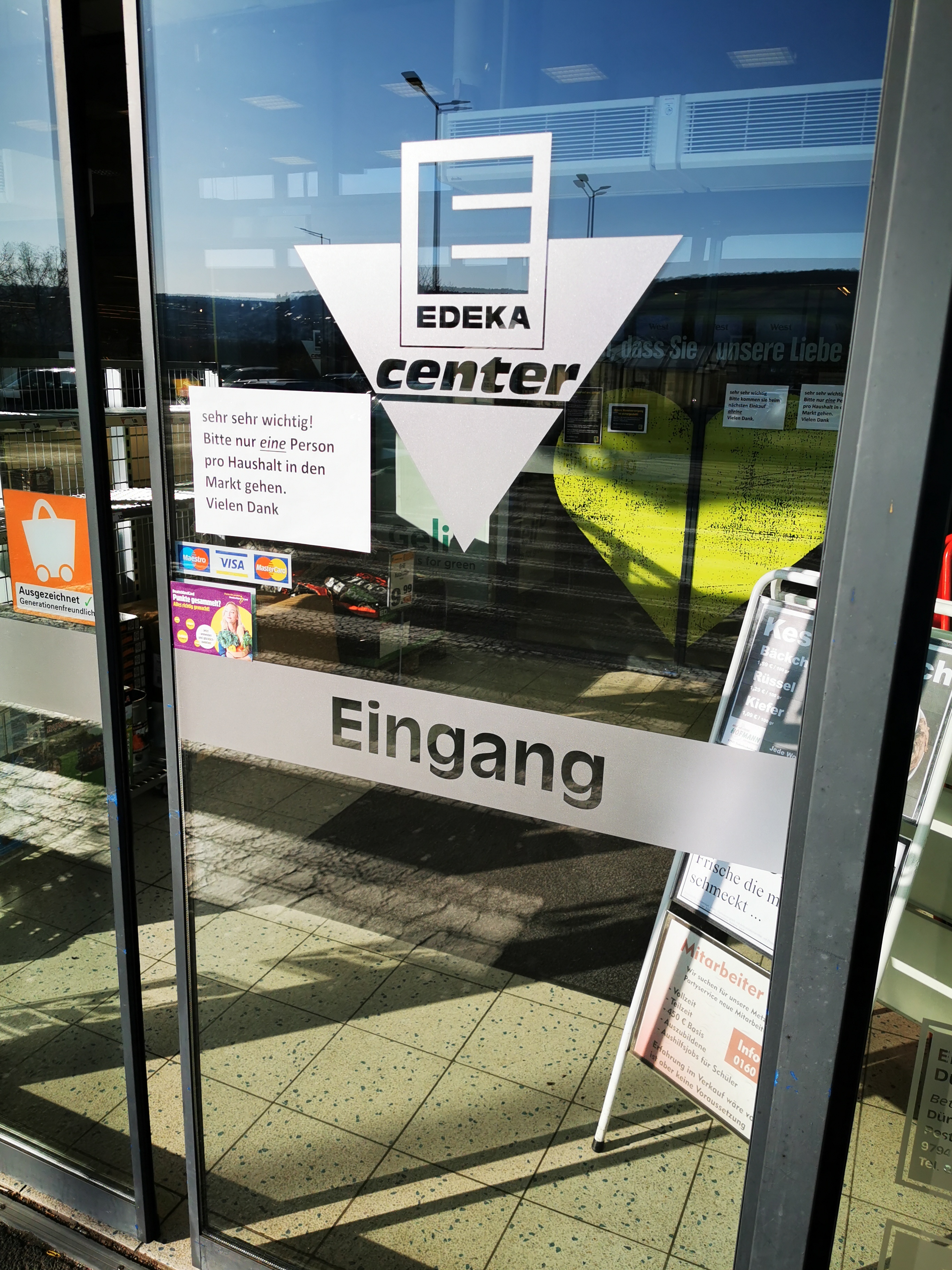
Warnhinweise am Eingang eines Supermarktes
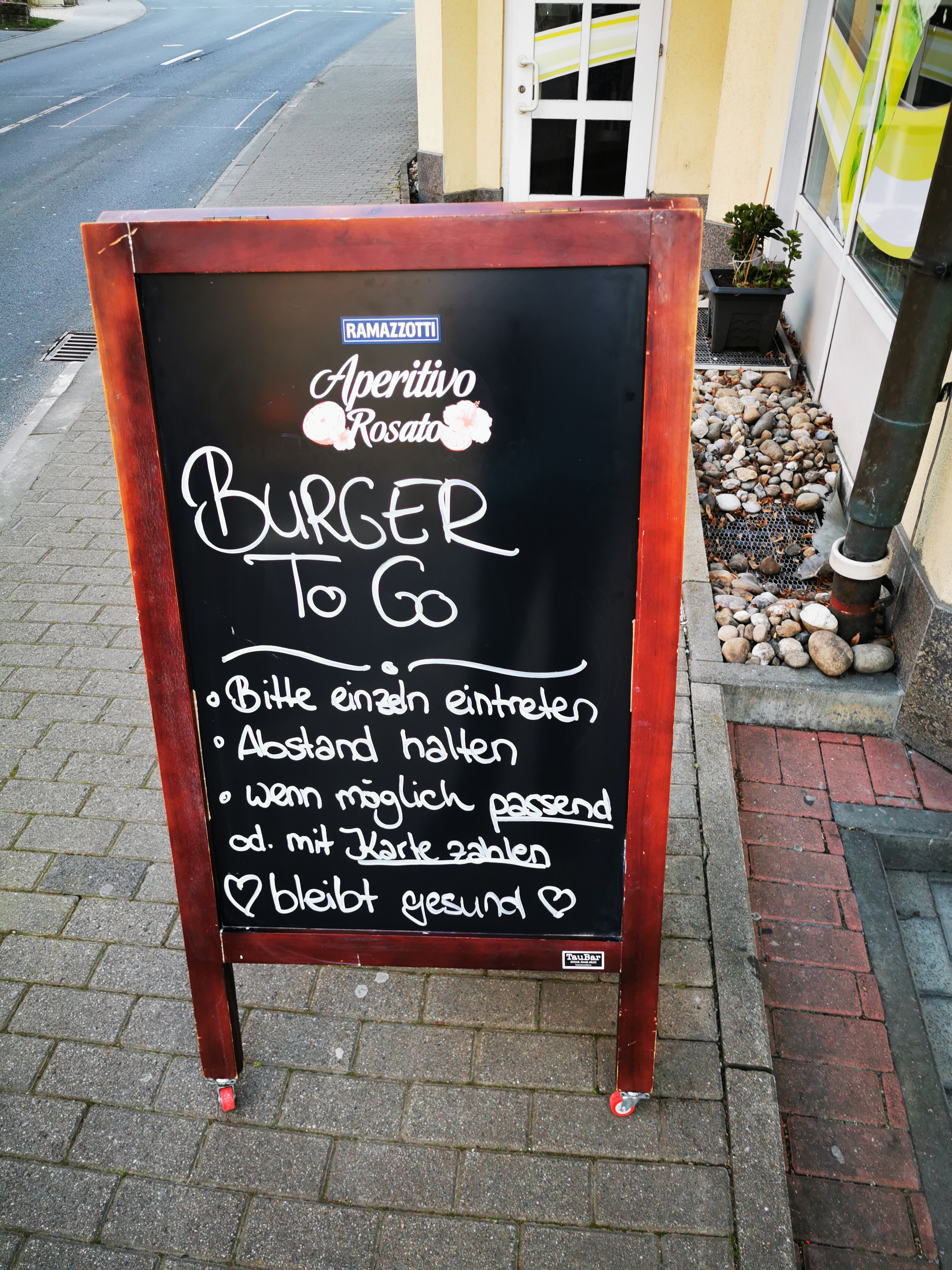
Speisen nur noch zum Mitnehmen, mit Mindestabständen
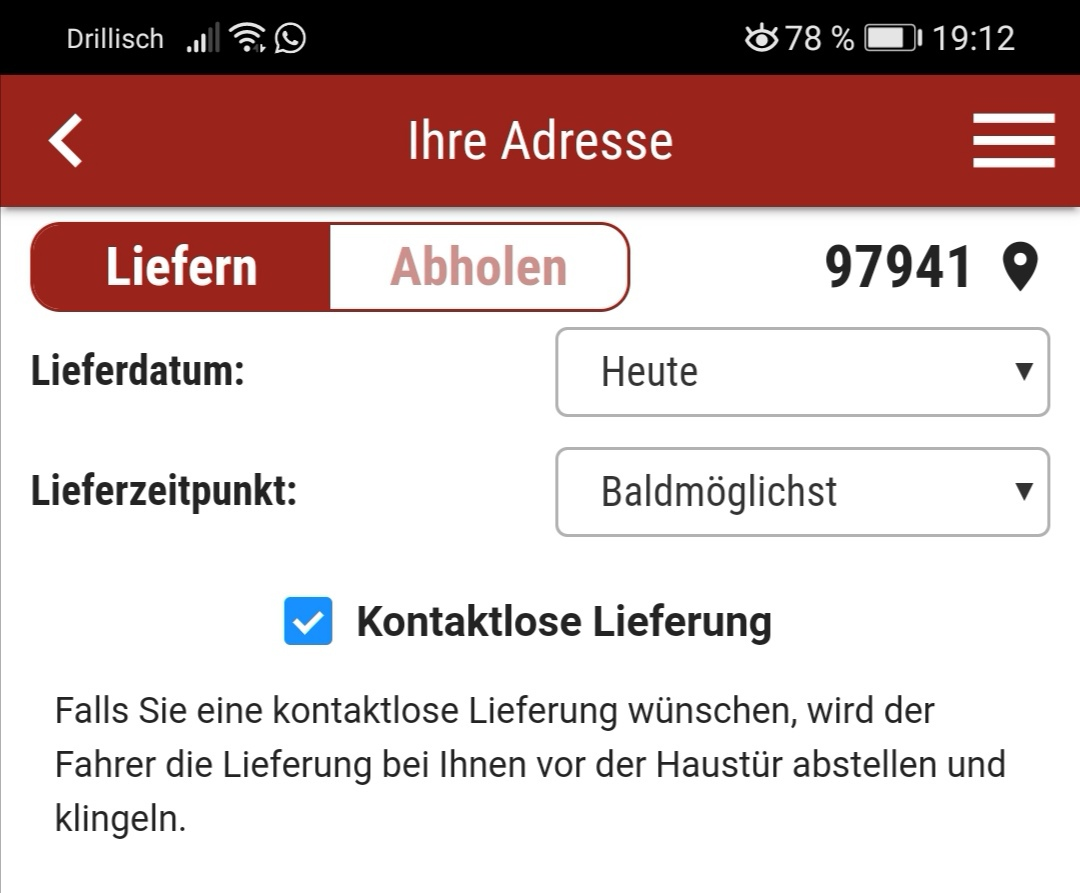
Pizza-Lieferdienst mit kontaktloser Anlieferung in der Kreisstadt
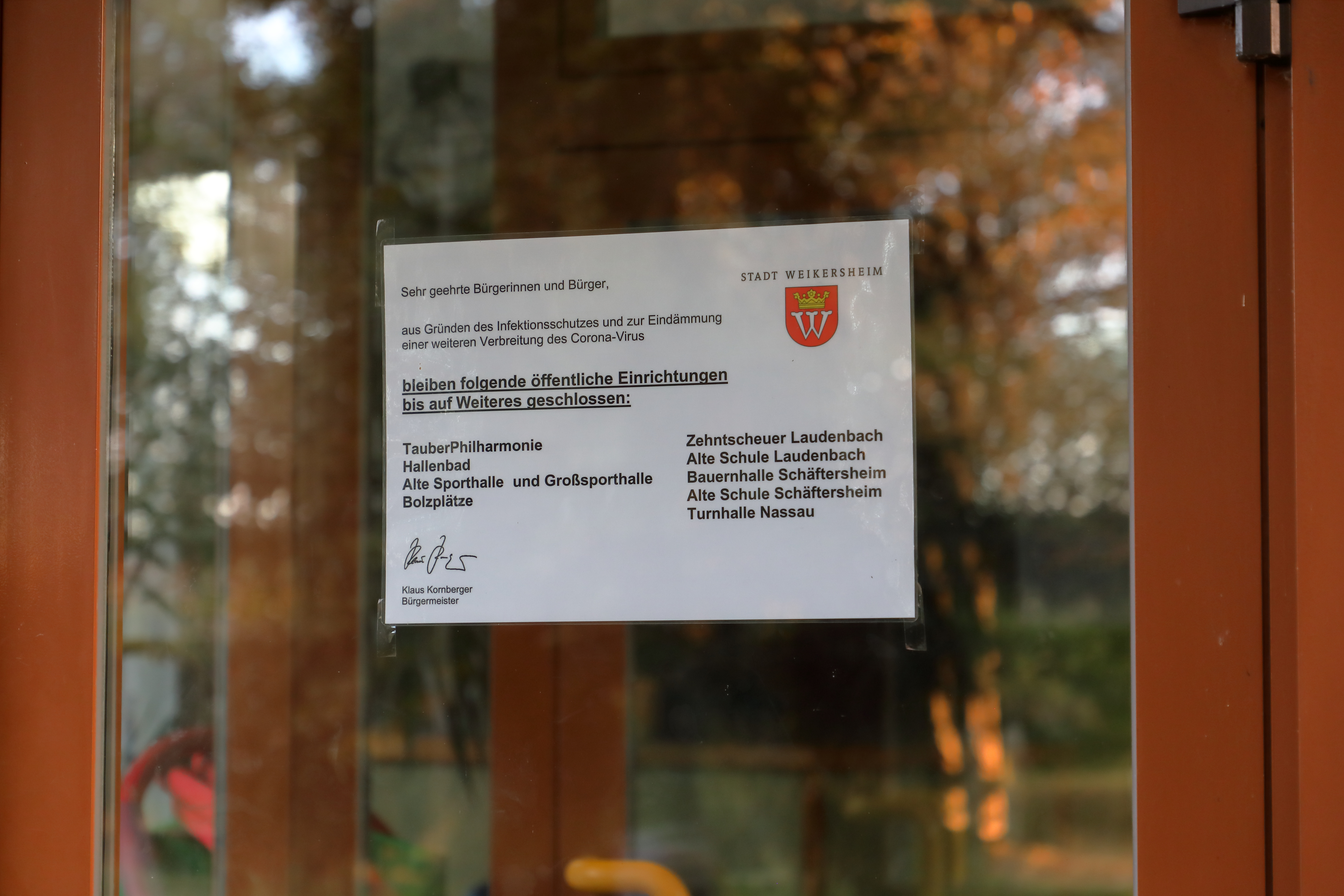
Anordnung der Stadt Weikersheim, Oktober 2020
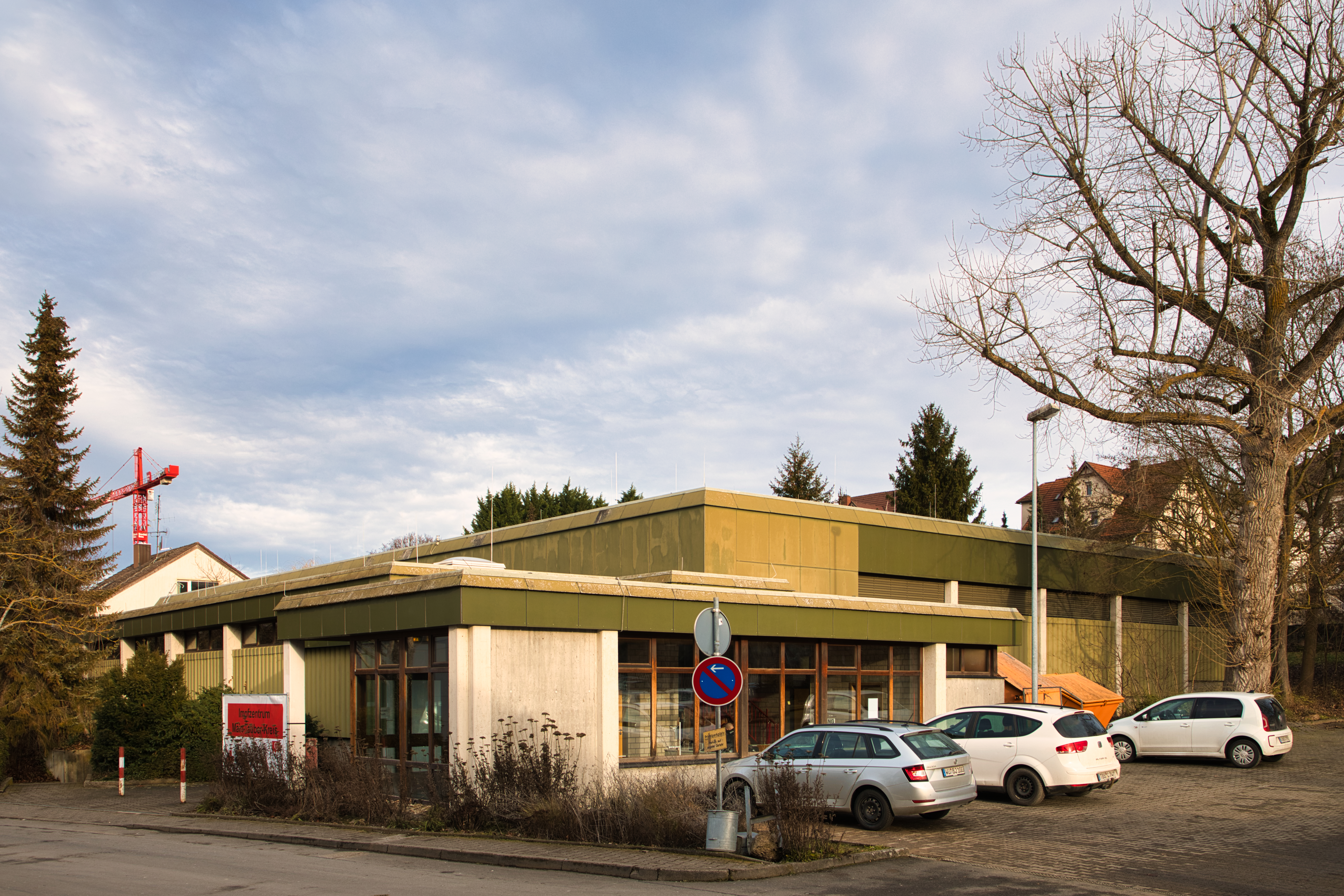
Das Kreisimpfzentrum kurz vor seiner Eröffnung im Januar 2021